# Richard Wagner
Wilhelm Richard Wagner (Leipzig, Reino de Sajonia, Confederación del Rin, 22 de mayo de 1813 - Venecia, Reino de Italia, 13 de febrero de 1883) fue un compositor, director de orquesta, poeta, ensayista, dramaturgo y teórico musical alemán del Romanticismo. Destacan principalmente sus óperas (calificadas como «dramas musicales» por el propio compositor) en las que, a diferencia de otros compositores, asumió también el libreto y la escenografía.
En sus inicios, fundamentó su reputación como compositor en obras como El holandés errante y Tannhäuser, que seguían la tradición romántica de Weber y Meyerbeer. Transformó el pensamiento musical con la idea de la «obra de arte total» (Gesamtkunstwerk), la síntesis de todas las artes poéticas, visuales, musicales y escénicas, que desarrolló en una serie de ensayos entre 1849 y 1852, y que plasmó en la primera mitad de su monumental tetralogía El anillo del nibelungo. Sin embargo, sus ideas sobre la relación entre la música y el teatro cambiaron nuevamente y reintrodujo algunas formas operísticas tradicionales en las obras de su última etapa, como en Los maestros cantores de Núremberg.
Las obras de Wagner, particularmente las de su último periodo (que se corresponden con su etapa romántica), destacan por su textura contrapuntística, riqueza cromática, armonía, orquestación y un elaborado uso de los leitmotivs (temas musicales asociados a caracteres específicos o elementos dentro de la trama). Wagner fue pionero en varios avances del lenguaje musical, como un extremo cromatismo (asociado con el color orquestal) o la ampliación del cosmos armónico a través de un continuo desplazamiento de los centros tonales, lo que influyó en el desarrollo de la música clásica europea.
Su ópera Tristán e Isolda se describe a veces como punto de inicio de la música académica contemporánea. La influencia de Wagner se extendió también a la filosofía, la literatura, las artes visuales y el teatro. Hizo construir su propio teatro de ópera, el Festspielhaus de Bayreuth, para escenificar sus obras del modo en que él las imaginaba y que contienen diseños novedosos. Allí tuvo lugar el estreno de la tetralogía del Anillo y Parsifal, donde actualmente se siguen representando sus obras operísticas más importantes en un Festival anual a cargo de sus descendientes. Los puntos de vista de Wagner sobre la dirección orquestal también fueron muy influyentes.
Escribió ampliamente sobre música, teatro y política, obras que han sido objeto de debate en las últimas décadas, especialmente algunas de contenido antisemita, como su ensayo El judaísmo en la música, así como por su supuesta influencia sobre Adolf Hitler y el nacionalsocialismo, ideología también fundamentada por sus escritos que exaltan el nacionalismo alemán.
Wagner logró todo esto a pesar de una vida que se caracterizó, hasta sus últimas décadas, por el exilio político, relaciones amorosas turbulentas, pobreza y repetidas huidas de sus acreedores. Su agresiva personalidad y sus opiniones, con frecuencia demasiado directas, sobre la música, la política y la sociedad lo convirtieron en un personaje polémico, etiqueta que todavía mantiene. El impacto de sus ideas se puede encontrar en muchas de las artes del siglo.

## Biografía

### Primeros años

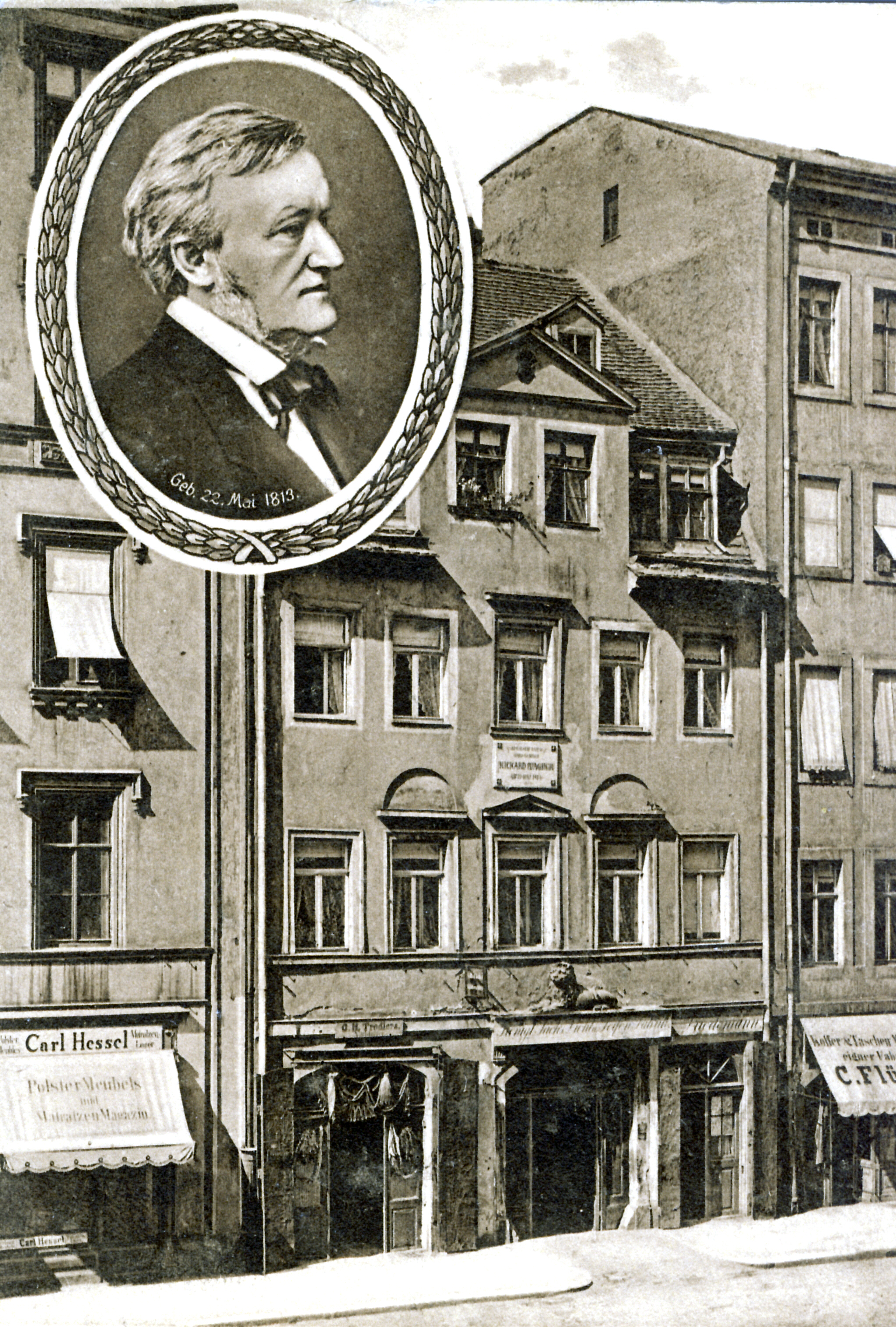
Richard Wagner nació en el número 3 de la calle Brühl, en la judería de Leipzig.

Wilhelm Richard Wagner nació el 22 de mayo de 1813 en el número 3 de la calle Brühl, en la judería de Leipzig (Confederación del Rin, actual Alemania). Fue el noveno de los hijos de Carl Friedrich Wagner (1770-1813), un modesto funcionario de policía que murió de tifus seis meses después del nacimiento de Richard, y de Johanna Rosine (de soltera Pätz, 1774-1848), hija de un panadero. Tras el trágico fallecimiento de su padre el 23 de noviembre de 1813, su madre comenzó a vivir con el actor y dramaturgo Ludwig Geyer, que había sido amigo de su difunto marido. En agosto de 1814, Johanna Rosine se casó con Geyer y se trasladó con su familia a su residencia en Dresde. Durante los primeros catorce años de su vida, Wagner fue conocido como Wilhelm Richard Geyer. Wagner, más tarde, sospechó que Geyer era en realidad su padre biológico, y además especuló equivocadamente con que podría ser judío.

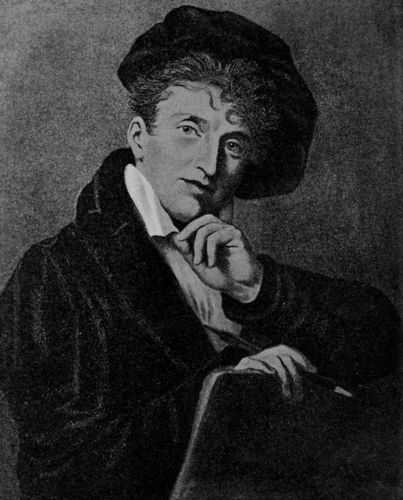
Ludwig Geyer, padrastro de Wagner.

La pasión de Geyer hacia el teatro fue compartida por su hijastro, que empezó a tomar parte en las actuaciones. En su autobiografía, Wagner recordó haber desempeñado en una ocasión el papel de un ángel. Asimismo, el muchacho quedó fuertemente impresionado por los elementos góticos de El cazador furtivo de Carl Maria von Weber. A finales de 1820, Wagner fue inscrito en la escuela Wetzel de Possendorf, cerca de Dresde, donde recibió algunas lecciones de piano de su profesor de latín. No era capaz de realizar una escala correcta, pero prefería interpretar oberturas teatrales de oído. Geyer murió en 1821, cuando Richard tenía ocho años. En consecuencia, Wagner fue enviado a la Escuela de Gramática Kreuz en Dresde, cubriendo los gastos el hermano de Geyer. El joven Wagner alimentaba sus ambiciones como dramaturgo, constituyendo su primer esfuerzo creativo una tragedia, Leubald (listada como WWV 1), que comenzó en la escuela y que estaba fuertemente influida por Shakespeare y Goethe. Wagner, decidido a musicarla, persuadió a su familia para que le permitiese tomar lecciones de música.
En 1827, la familia regresó a Leipzig. Wagner recibió sus primeras lecciones de armonía entre 1828 y 1831 con Christian Gottlieb Müller. En enero de 1828 escuchó por primera vez la Séptima sinfonía de Beethoven y, a continuación, en marzo, la Novena sinfonía interpretada por la Gewandhaus. Beethoven se convirtió en su inspiración y Wagner escribió una transcripción para piano de la Novena. También estuvo muy impresionado por la representación del Réquiem de Mozart. De este periodo datan las primeras sonatas para piano de Wagner y sus primeros intentos con oberturas orquestales.
En 1829 vio a la soprano dramática Wilhelmine Schröder-Devrient en escena y se convirtió en su ideal de fusión de música y drama en la ópera. En su autobiografía, Wagner escribió: «Si contemplo mi vida en retrospectiva como un todo, no puedo encontrar ningún acontecimiento que produjera una impresión tan profunda en mí». Afirmó haber visto a Schröder-Devrient en el papel de Fidelio; sin embargo, parece más probable que viera su representación como Romeo en I Capuleti e i Montecchi de Bellini.

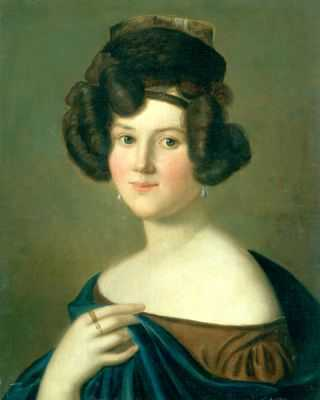
Minna Planer en 1835, un año antes de su matrimonio con Wagner.

Se matriculó en la Universidad de Leipzig en 1831, donde se convirtió en miembro del Studentenverbindung de Sajonia en Leipzig. También recibió lecciones de composición con el cantor de la iglesia de Santo Tomás, Christian Theodor Weinlig. Weinlig estaba tan impresionado con la habilidad musical de su alumno que rechazó cualquier remuneración por sus lecciones y arregló la Sonata para piano en si bemol de Wagner (lo que hizo que este se la dedicara) para que fuera publicada como el opus n.º 1 del compositor. Un año después compuso su Sinfonía en do mayor, una obra de influencia beethoveniana interpretada en Praga en 1832 y en la Gewandhaus de Leipzig en 1833. También comenzó a trabajar en una ópera, Die Hochzeit (La boda), pero abandonó la idea debido al desagrado de su hermana por el argumento y nunca terminó dicha obra.
En 1833, su hermano mayor, Karl Albert, le consiguió un puesto como director del coro de Wurzburgo. Ese mismo año, cuando tenía veinte años, compuso su primera ópera, Las hadas. Dicha obra, que imitaba claramente el estilo de Carl Maria von Weber, no se estrenaría hasta 1884 en Múnich, poco después de su muerte.
Mientras tanto, Wagner aceptó un breve cargo como director musical del teatro de la ópera de Magdeburgo, durante el que compuso La prohibición de amar, ópera inspirada en Medida por medida de William Shakespeare. Fue representada en Magdeburgo en 1836, pero clausurada después de la primera representación, dejando al compositor (como llegaría a ser frecuente) con serias dificultades financieras. En 1834, Wagner se había enamorado de la actriz Christine Wilhelmine «Minna» Planer. Después del fracaso de La prohibición de amar, la pareja se trasladó a Königsberg donde ella lo ayudó a encontrar un trabajo en el teatro. Se casaron en la ciudad el 24 de noviembre de 1836. En junio de 1837, Wagner se trasladó a la ciudad de Riga, entonces parte del Imperio ruso, donde se convirtió en director musical de la ópera local. Tras algunas semanas, Minna abandonó a Wagner por otro hombre. Poco después ella regresó, pero la relación nunca se recompuso del todo y transcurrió penosamente durante las tres décadas siguientes.
Sumidos en deudas, los esposos abandonaron Riga de manera furtiva en 1839 para escapar de sus acreedores (las deudas acuciaron a Wagner durante la mayor parte de su vida). Partieron hacia Londres y en el trayecto, con su perro terranova Robber, fueron víctimas de una tormenta que inspiró a Wagner El holandés errante, basada en una obra de Heinrich Heine. Los Wagner vivieron una temporada en París, entre 1839 y 1842, donde Richard se ganó la vida escribiendo artículos y reorquestando óperas de otros compositores, en gran medida para la editorial Schlesinger. También completó su tercera y cuarta ópera, Rienzi y El holandés errante, durante dicho periodo. Su alivio por abandonar París y trasladarse a Dresde lo mencionó en su Autobiographische Skizze (Esbozo autobiográfico), de 1842: «La primera vez que vi el Rin, con cálidas lágrimas en mis ojos, yo, pobre artista, juré fidelidad a mi patria alemana».

### Dresde

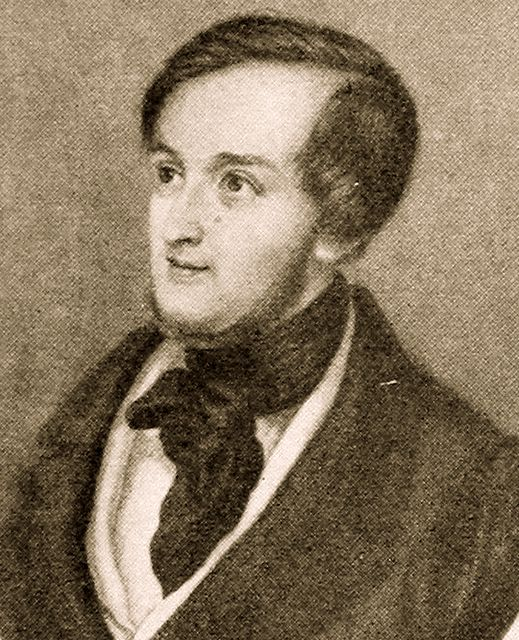
Richard Wagner en la década de 1830.

En 1840, Wagner había completado su ópera Rienzi. En gran medida gracias al apoyo de Giacomo Meyerbeer, fue aceptada su representación en el Teatro de la corte de Dresde (Hofoper) en el estado alemán de Sajonia. En 1842, se trasladó a la ciudad, donde se estrenó la ópera con un éxito considerable el 20 de octubre. Wagner vivió en la ciudad sajona durante los siguientes seis años, siendo finalmente contratado como director de la Real corte sajona. Durante dicho periodo, puso en escena El holandés errante el 2 de enero de 1843 y Tannhäuser el 19 de octubre de 1845, sus primeras obras maestras y dos de las tres de su periodo medio. También frecuentó los círculos artísticos de la ciudad, donde conoció entre otros al compositor Ferdinand Hiller y al arquitecto Gottfried Semper.
Su estancia en Dresde terminó por la implicación de Wagner en un movimiento político de signo izquierdista. En los estados alemanes independientes de la época, se estaba haciendo fuerte un movimiento nacionalista, reclamando libertades constitucionales y la unificación nacional alemana. Wagner representó un papel entusiasta en el ala progresista de este movimiento, recibiendo invitados en su casa como el anarquista ruso Mijaíl Bakunin y el editor radical August Röckel. También le influyeron las ideas de Proudhon. El descontento generalizado en Dresde llegó a su punto más alto en abril de 1849, cuando el rey Federico Augusto II de Sajonia rechazó una nueva constitución. Estalló una insurrección en mayo, en la que Wagner tuvo un papel menor. La incipiente revolución fue rápidamente sofocada por una fuerza aliada de tropas sajonas y prusianas, emitiéndose órdenes de arresto contra los revolucionarios. Wagner tuvo que huir, primero a París y después a Zúrich, donde se estableció.

### Exilio en Zúrich: inspiración en Schopenhauer y Mathilde Wesendonck
Wagner pasaría los doce años siguientes en el exilio. Tras terminar Lohengrin, la última de sus óperas de este periodo medio antes de la insurrección de Dresde, acudió desesperadamente a su amigo Franz Liszt, a quien le pidió velar para que esta ópera fuera representada en su ausencia. Así, Liszt dirigió en persona el estreno en Weimar en agosto de 1850.

En la primavera de 1854, Wagner conoció las obras del filósofo Arthur Schopenhauer, acontecimiento que el compositor denominaría más tarde como el más importante de su vida.

En aquel tiempo, Wagner se encontraba en una situación muy precaria, marginado del mundo musical alemán, sin ingresos y con pocas esperanzas de poder representar las obras que elaboraba. Antes de abandonar Dresde, había esbozado una obra que finalmente se convertiría en el ciclo de cuatro óperas El anillo del nibelungo. Inicialmente había escrito el libreto para una única ópera, Siegfrieds Tod (La muerte de Sigfrido), en 1848. Después de llegar a Zúrich amplió la historia para incluir una segunda ópera, Der junge Siegfried (El joven Sigfrido), explorando los antecedentes del héroe. Completó el texto del ciclo escribiendo otros dos nuevos libretos, para La valquiria y El oro del Rin. Además, revisó los libretos anteriores de acuerdo con su nuevo concepto, completándolos en 1852. Mientras tanto, su mujer, Minna, que había apreciado poco sus últimas óperas después de Rienzi, cayó paulatinamente en una profunda depresión; la salud de Wagner se resintió, según Ernest Newman «en gran medida debido a nervios sobreexcitados», lo cual dificultó que continuara componiendo.
Su principal producción editorial publicada durante sus primeros años en Zúrich estaba formada por una serie de destacados ensayos: La obra de arte del futuro (1849), escrito en el que describe una visión de la ópera como Gesamtkunstwerk, u «obra de arte total», en la que se unificaban varias artes tales como la música, la canción, la danza, la poesía, las artes visuales y las escénicas; El judaísmo en la música (1850), un ensayo dirigido contra los compositores judíos; y Ópera y drama (1851), que describía la estética del drama que estaba usando para crear las óperas del ciclo del Anillo.
Wagner comenzó a componer El oro del Rin en noviembre de 1853, seguido inmediatamente por La valquiria en 1854. Entonces comenzó a trabajar en la tercera ópera, llamada Sigfrido, en 1856, pero solo terminó los dos primeros actos antes de decidir dejar la obra a un lado para concentrarse en una nueva idea: Tristán e Isolda.

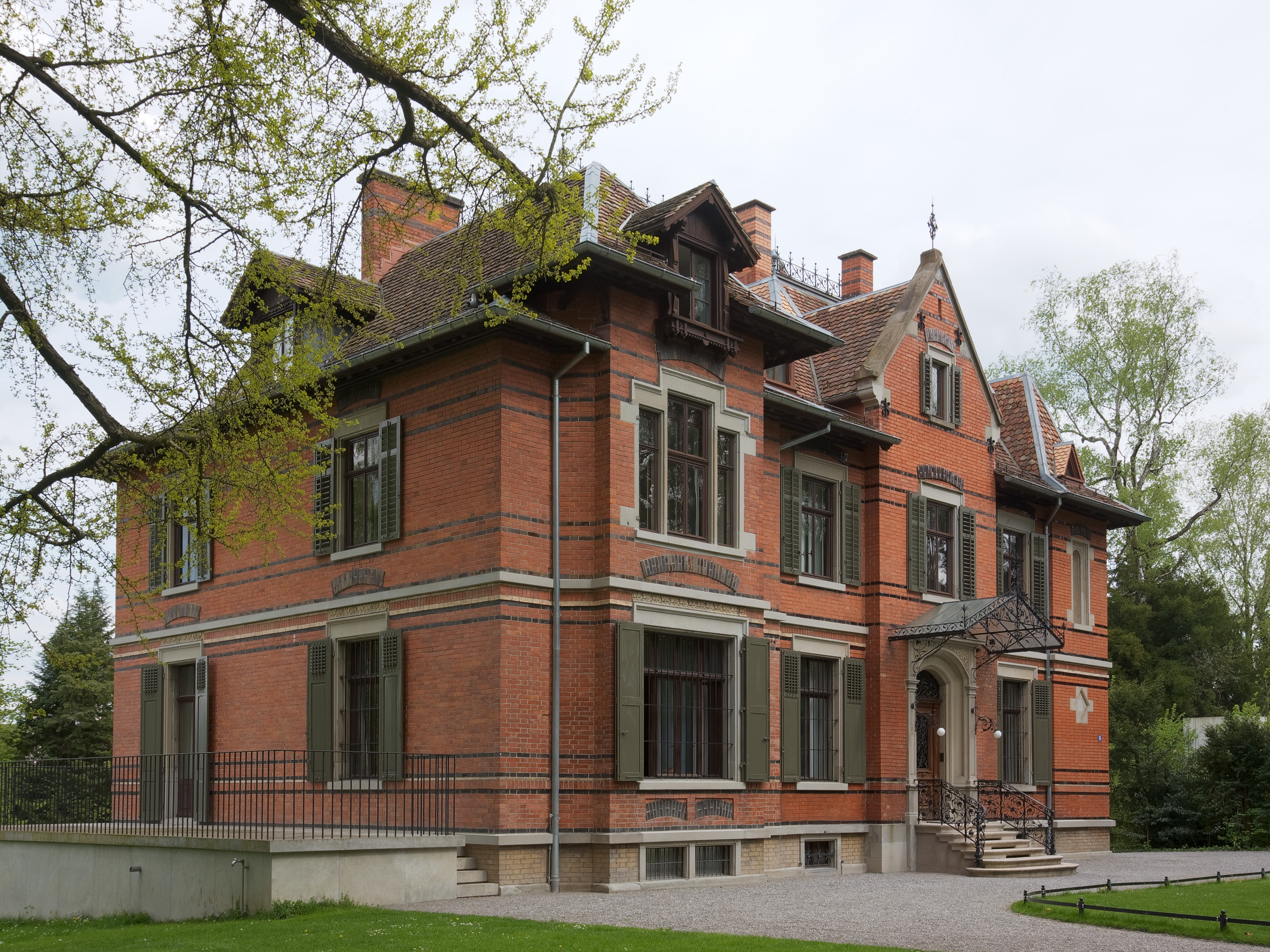
La casa de Villa Wesendonck donde Wagner residió en Zúrich durante cinco años.

Wagner tenía dos fuentes independientes de inspiración para Tristán e Isolda. La primera le llegó en 1854, cuando el poeta y amigo suyo Georg Herwegh le dio a conocer las obras del filósofo Arthur Schopenhauer. Wagner lo denominaría más tarde como el acontecimiento más importante de su vida. Sus circunstancias personales facilitaron que se convirtiera a lo que él creía que era la filosofía de Schopenhauer, una visión profundamente pesimista de la condición humana. Mantendría su adhesión a Schopenhauer durante el resto de su vida, incluso cuando mejoró su fortuna.
Una de las doctrinas de Schopenhauer era que la música ostentaba el papel supremo entre las artes. Afirmaba que la música es la expresión directa de la esencia del mundo, que es una voluntad ciega e impulsiva. Wagner adoptó rápidamente dicha afirmación, que debió haber resonado con fuerza a pesar de su contradicción con su anterior punto de vista, expresado en Ópera y drama, de que la música en la ópera tenía que estar al servicio del drama. Los expertos en Wagner han discutido sobre esta influencia que Schopenhauer causó en él para asignar un papel más predominante de la música en sus óperas posteriores, incluyendo la última mitad del ciclo del Anillo, que aún tenía que componer. Muchos aspectos de la doctrina del filósofo se encuentran sin duda en los siguientes libretos del compositor. Por ejemplo, el abnegado zapatero-poeta Hans Sachs en Los maestros cantores de Núremberg, generalmente considerado el personaje más amable de Wagner es, aunque basada libremente en un personaje histórico, una creación schopenhaueriana en su quintaesencia.

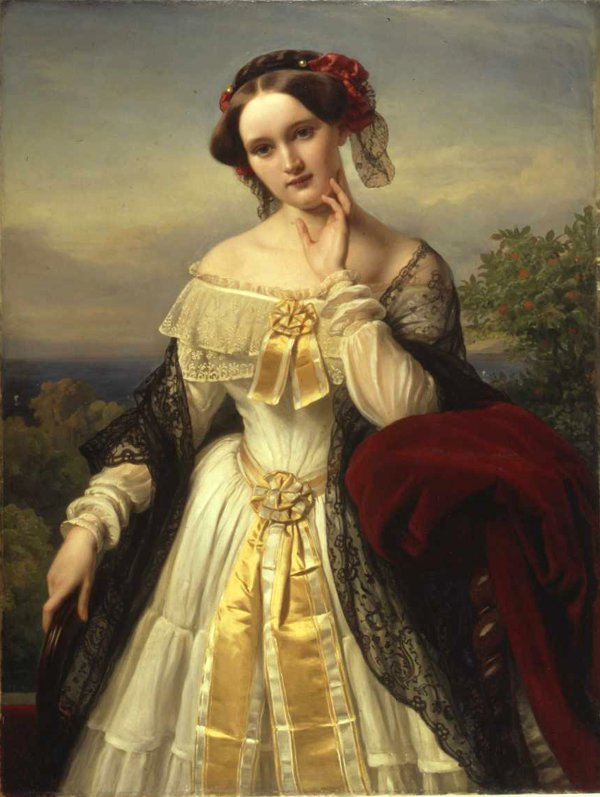
Wagner tuvo un romance con la poetisa y escritora Mathilde Wesendonck, relación que inspiró los Wesendonck Lieder.

Su segunda fuente de inspiración fue la poetisa y escritora Mathilde Wesendonck, la mujer del comerciante de sedas Otto Wesendonck. Wagner conoció al matrimonio en Zúrich en 1852. Otto, un seguidor de la música del compositor, puso a su disposición una casa de campo en su finca. Durante el transcurso de los siguientes cinco años, el compositor se fue enamorando de la esposa de su patrón. Aunque parecía que Mathilde correspondía parte de sus sentimientos, esta no tuvo intención de poner en peligro su matrimonio. Sin embargo, la relación inspiró al compositor para dejar a un lado su obra sobre el ciclo del Anillo (que no retomaría hasta doce años más tarde) y comenzó a trabajar en Tristán, basada en la historia de amor artúrica entre Tristán e Isolda. Mientras planeaba la ópera, Wagner compuso los Wesendonck Lieder, cinco canciones (lied) para voz y piano que adaptaban poemas de Mathilde. Dos de estos arreglos fueron explícitamente subtitulados por el compositor como «estudios para Tristán e Isolda».
El difícil romance finalizó en 1858, cuando Minna interceptó una carta de Wagner a Mathilde. Tras la confrontación resultante, Wagner abandonó Zúrich en solitario, con destino a Venecia. El año siguiente, se trasladó una vez más a París para supervisar la producción de una nueva revisión de Tannhäuser, estrenada gracias a los esfuerzos de la princesa Paulina de Metternich. El estreno de esta versión en 1861 fue un fracaso total, debido a disturbios causados por miembros del Jockey Club. Las siguientes representaciones fueron canceladas y el compositor tuvo que abandonar apresuradamente la ciudad.
En 1861 levantaron la prohibición política que había sobre Wagner en Alemania después de haber huido de Dresde. El compositor se estableció en Biebrich (Prusia), donde comenzó a trabajar en Los maestros cantores de Núremberg, idea que había tenido durante una visita que había realizado con el matrimonio Wesendonck a Venecia. A pesar del estreno fallido de la versión de Tannhäuser de París, la posibilidad de que El anillo del nibelungo nunca fuera terminada y la infeliz vida personal que tenía en la época en la que la estaba escribiendo, esta ópera es su única comedia madura.
Entre 1861 y 1864, Wagner intentó producir Tristán e Isolda en Viena. A pesar de los numerosos ensayos, la ópera no fue representada y se ganó la reputación de ser «imposible», lo que incrementó los problemas financieros del compositor. En 1862, el matrimonio se separó definitivamente, aunque él (o al menos sus acreedores) continuó manteniendo financieramente a Minna hasta su muerte en 1866. Wagner afirmó no estar capacitado para viajar a su funeral debido a un «dedo inflamado».

### Patrocinio de Luis II

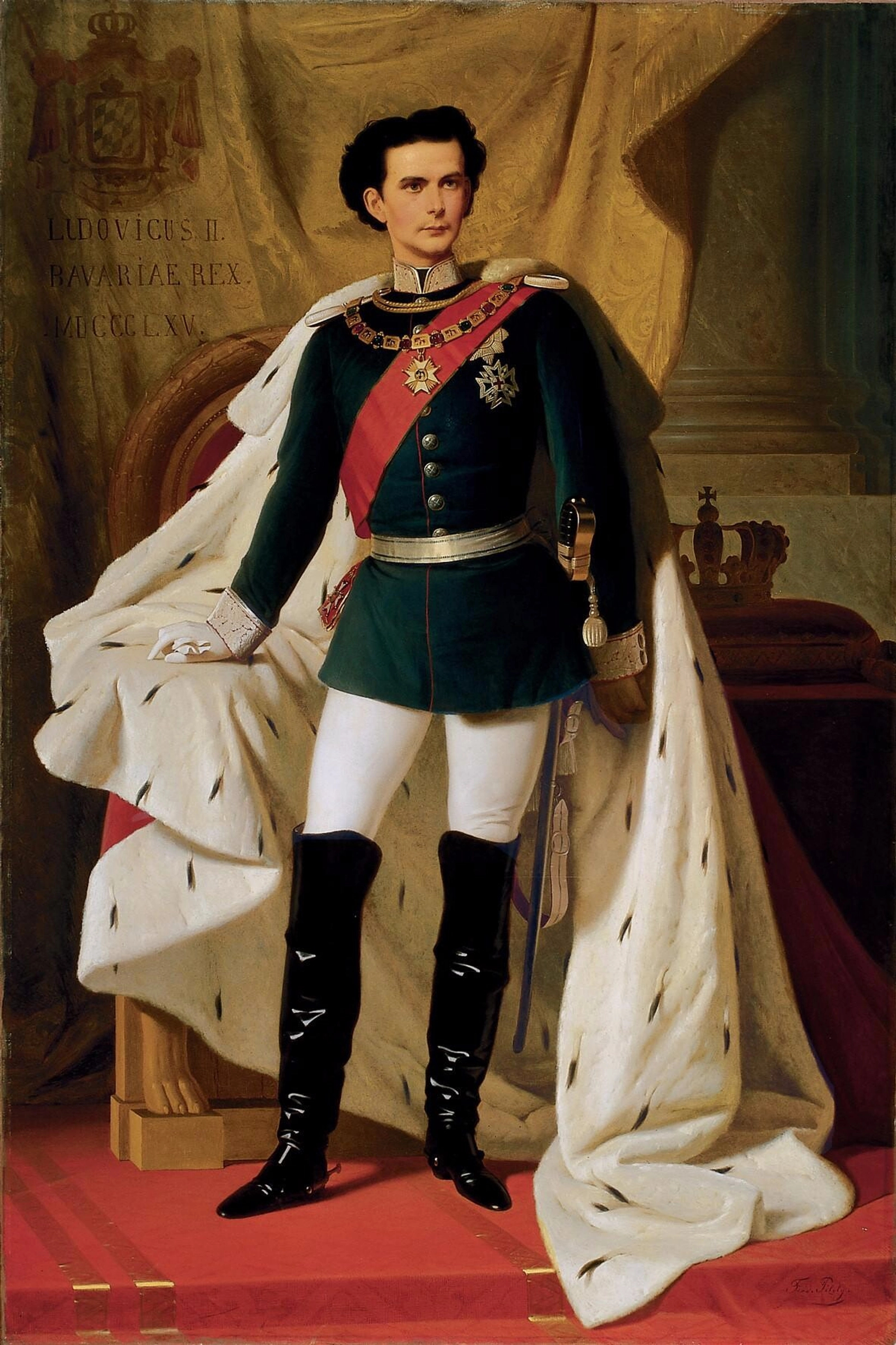
Luis II de Baviera en 1865, la época en la que conoció a Richard Wagner.

La carrera de Wagner tomó un giro inesperado en 1864, cuando el rey Luis II de Baviera accedió al trono a la edad de dieciocho años. El joven rey, que admiraba las obras de Wagner desde su infancia, invitó al compositor a Múnich, pagó sus cuantiosas deudas, propuso la representación de Tristán e Isolda, Los maestros cantores de Núremberg y la tetralogía de El anillo del nibelungo y apoyó el desarrollo de nuevas óperas. Según Christopher McIntosh, el rey Luis II fue conocido por sus tendencias homosexuales y habría tenido un reprimido deseo por Wagner. Wagner también comenzó a escribir su autobiografía, Mein Leben, a petición del rey. Parece que fue significativo para Wagner que el mecenazgo del rey coincidiera con el momento en que le llegaron noticias de la muerte de su supuesto enemigo Meyerbeer, lamentando, con mal gusto, que «este maestro de ópera, que me había hecho tanto daño, no viviera para ver este día».
A pesar de las graves dificultades en los ensayos, la presentación de Tristán e Isolda el 10 de junio de 1865 en el Teatro Nacional de Múnich, el primer estreno de Wagner en quince años, fue un éxito. El director del estreno fue Hans von Bülow, cuya esposa Cósima (hija de Franz Liszt) había dado a luz en abril a una hija, llamada Isolde, que no era hija de Büllow sino de Wagner.
Cósima era 24 años más joven que Wagner y ella misma era hija ilegítima de la condesa Marie d'Agoult, que había abandonado a su marido por Franz Liszt. Este desaprobaba que su hija viera a Wagner, aunque los dos hombres eran amigos. El indiscreto episodio amoroso escandalizó a Múnich, y para empeorar las cosas, Wagner cayó en desgracia entre los miembros de la corte, que desconfiaban de su influencia sobre Luis II. En diciembre de 1865, forzaron al rey a que pidiera al compositor que abandonara la ciudad. Aparentemente también se planteó la posibilidad de abdicar para seguir a su ídolo al exilio, pero el compositor lo disuadió.

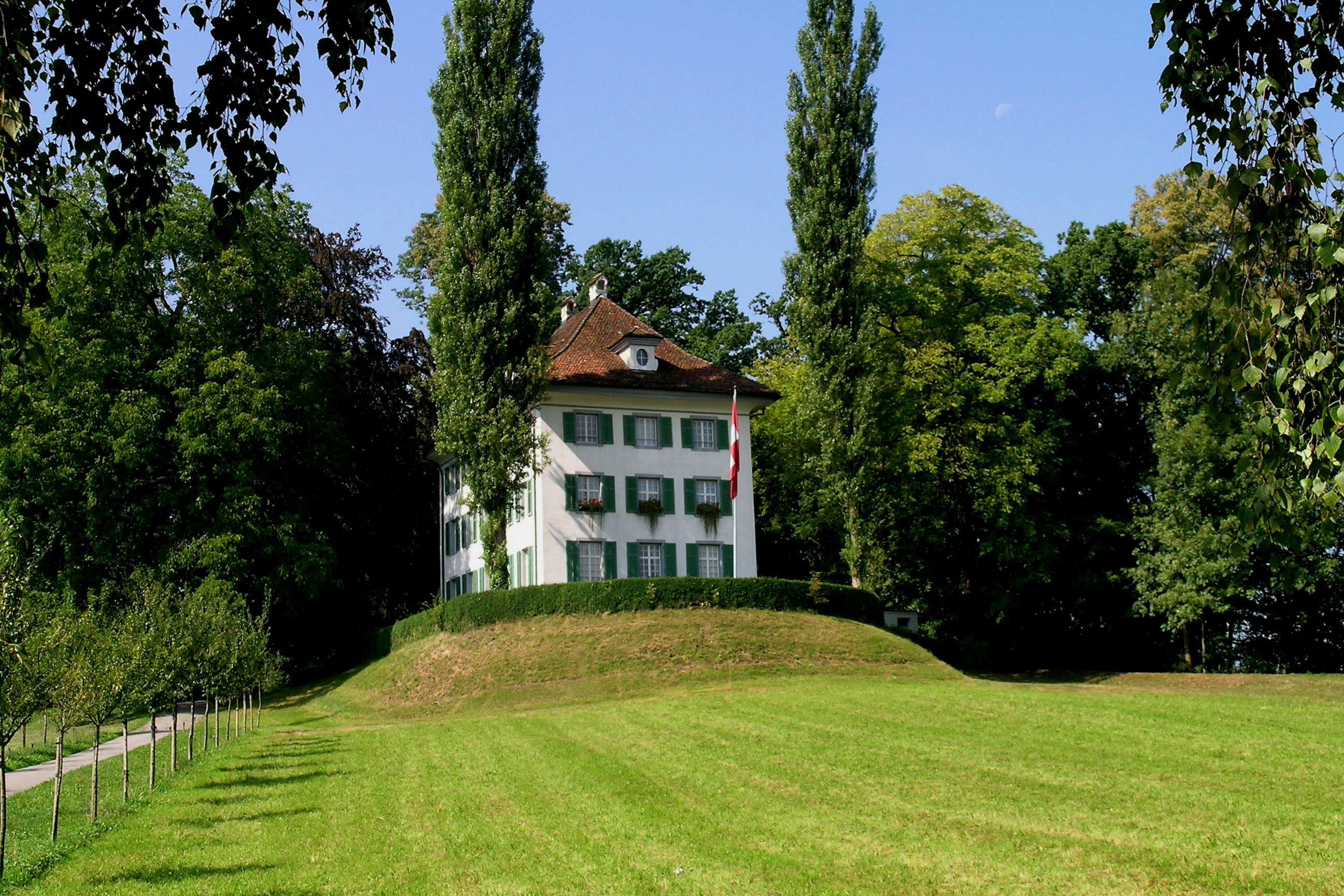
La Villa Tribschen de Lucerna, convertida en Museo Richard Wagner.

El rey instaló a Wagner en Tribschen, en las cercanías de Lucerna. En 1867 terminó su ópera Los maestros cantores de Núremberg, que fue estrenada en Múnich el 21 de junio del año siguiente. En octubre, Cósima convenció finalmente a Hans von Büllow para que le concediera el divorcio, pero no se materializó hasta después de que ella tuviera dos hijos más con Wagner: una hija llamada Eva, después heroína de Los maestros cantores, y un hijo llamado Siegfried, llamado así por el héroe de la tetralogía del Anillo. Minna había muerto el año anterior, por lo que Richard y Cósima podían casarse. La boda tuvo lugar el 25 de agosto de 1870. El día de Navidad de ese año, Wagner le ofreció el poema sinfónico Idilio de Sigfrido con motivo de su 33º cumpleaños. El matrimonio con Cósima duró hasta el final de su vida.
Durante varios años, en la década de 1870, el entonces joven filósofo Friedrich Wilhelm Nietzsche fue un amigo muy próximo de los Wagner y asiduo visitante de su casa; la relación, sin embargo, terminó en una violenta enemistad.

### El ciclo delAnilloy Bayreuth

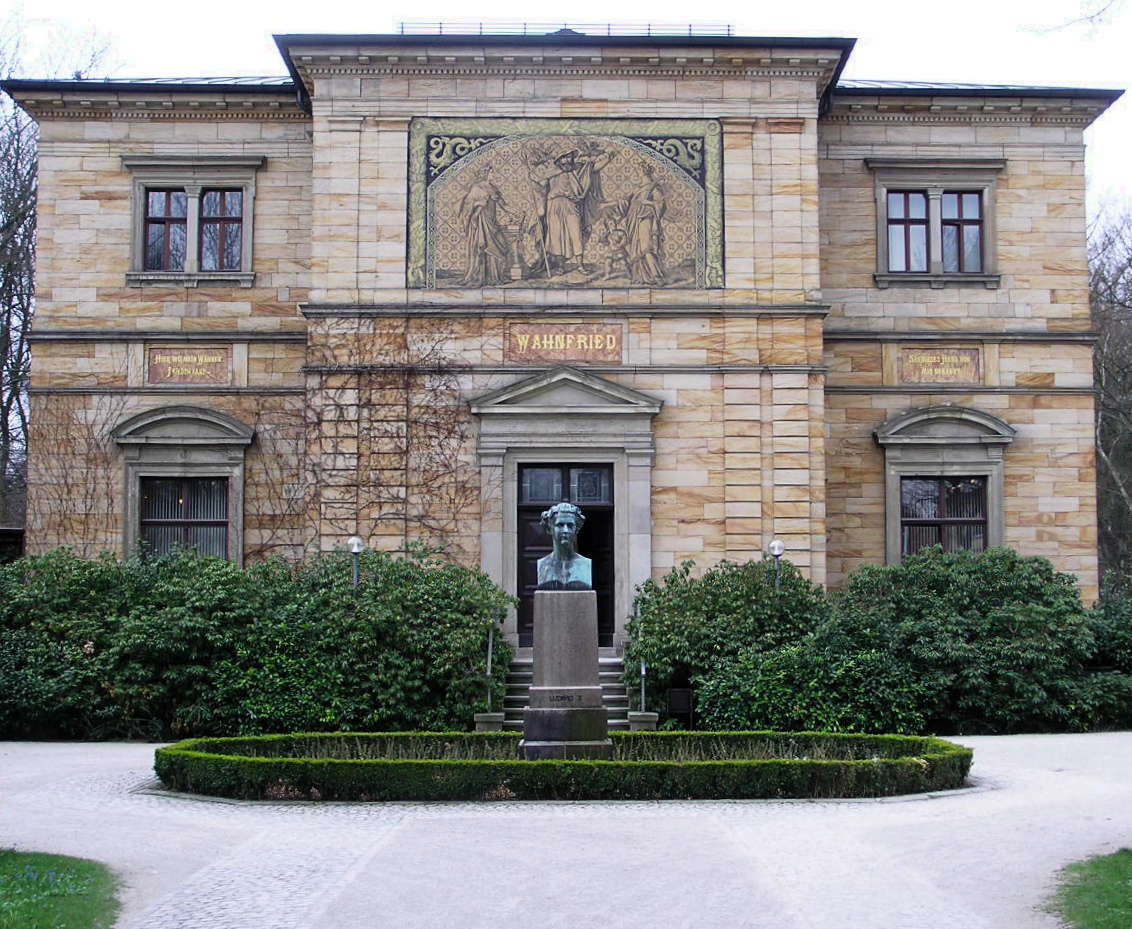
En 1875, la familia Wagner fijó su domicilio en una villa de Bayreuth, a la que el compositor llamó Wahnfried (Wahn significa «locura» y Friede significa «paz», en alemán).

Wagner, asentado en su nueva vida doméstica, dedicó sus energías a completar su obra más ambiciosa: el ciclo de cuatro óperas (un «prólogo» y tres «jornadas») que se conoce como El anillo del nibelungo, al que dedicó más de veinticinco años de su vida. En 1869, Wagner volvió a la composición de Sigfrido, terminando el acto III en 1871. El ocaso de los dioses fue compuesta entre 1869 y 1874. Por la insistencia de Luis II, se realizaron «prestrenos especiales» de las dos primeras obras del ciclo, El oro del Rin y La valquiria, en Múnich en 1869 y 1870, pero Wagner quería completar el ciclo para representarlo en un teatro de ópera nuevo y especialmente diseñado.
En 1871, eligió la pequeña ciudad de Bayreuth como ubicación de su nuevo teatro de ópera. La familia se trasladó allí el año siguiente y pusieron la primera piedra del nuevo teatro, el Festspielhaus de Bayreuth. Para obtener fondos para su construcción, se formaron las «Asociaciones Wagner» en varias ciudades y el propio compositor comenzó una gira por Alemania dirigiendo conciertos. Sin embargo, solo obtuvieron los fondos necesarios después de que Luis II realizara una cuantiosa donación en 1874. El año siguiente, la familia estableció su domicilio de manera permanente en Bayreuth, en una mansión a la que Richard daría el nombre de Wahnfried (Wahn significa «locura» y Friede significa «paz», en alemán; Wahnfried podría traducirse como «paz tras la locura»). Sin embargo, los gastos de Bayreuth y de Wahnfried provocaron que Wagner buscara otras fuentes de financiación dirigiendo o aceptando encargos como la Marcha del centenario para Estados Unidos.
El 13 de agosto de 1876 se estrenó el ciclo completo, una vez terminada la construcción del Festspielhaus, y el teatro ha continuado siendo la sede del Festival de Bayreuth desde entonces (salvo los paréntesis debidos a la Primera y Segunda Guerra Mundial). Desde 1973 el Festival es supervisado por la Fundación Richard Wagner (Richard-Wagner-Stiftung), que incluye a varios descendientes del compositor. Con esta obra, Wagner ponía en práctica su concepto de «obra de arte total» (Gesamtkunstwerk), en la que el drama, la música y las artes visuales se combinaban armónicamente.

### Últimos años

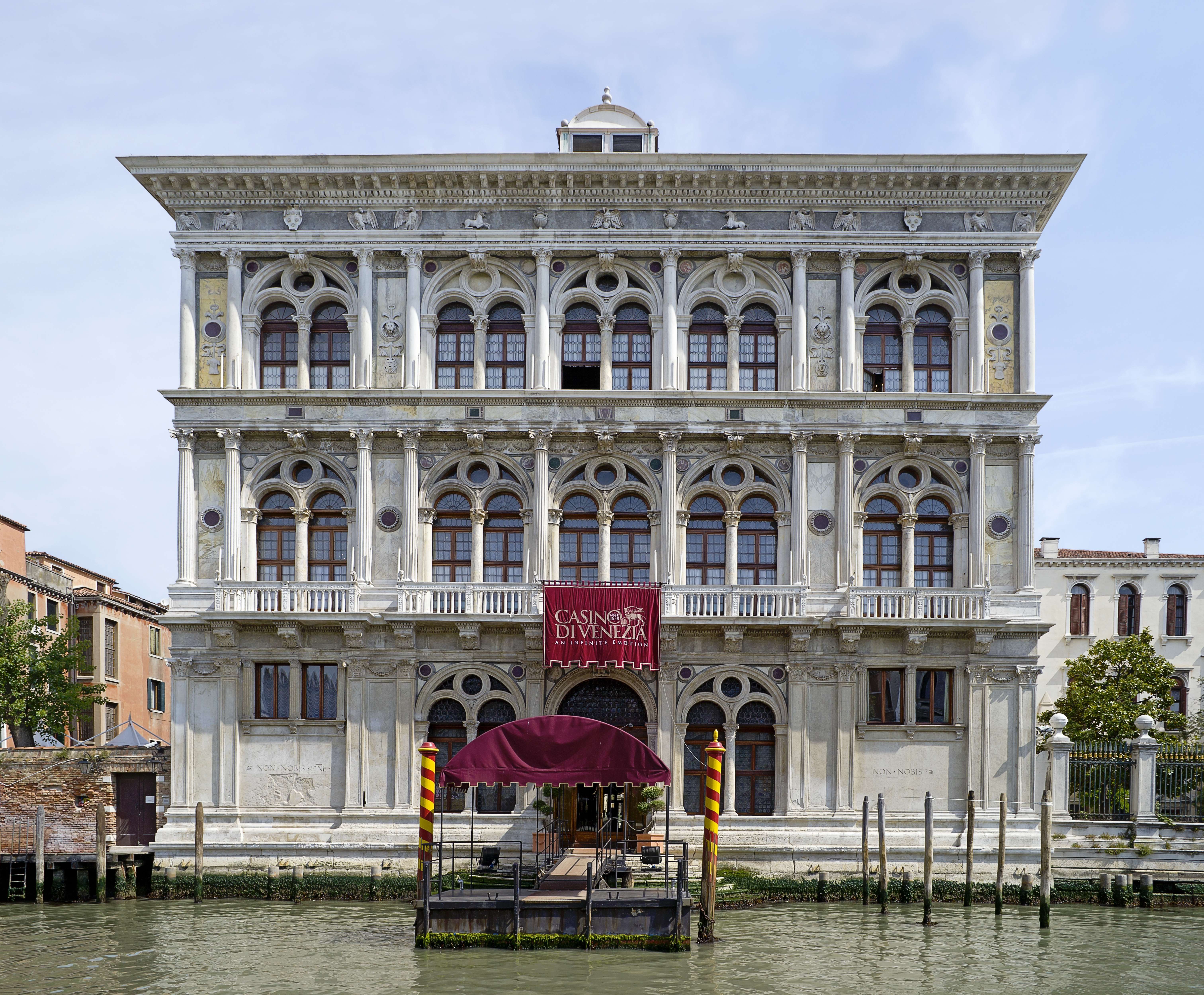
Palazzo Ca' Vendramin Calergi en el Gran Canal de Venecia donde Wagner compuso su ópera Tristán e Isolda y donde falleció años después

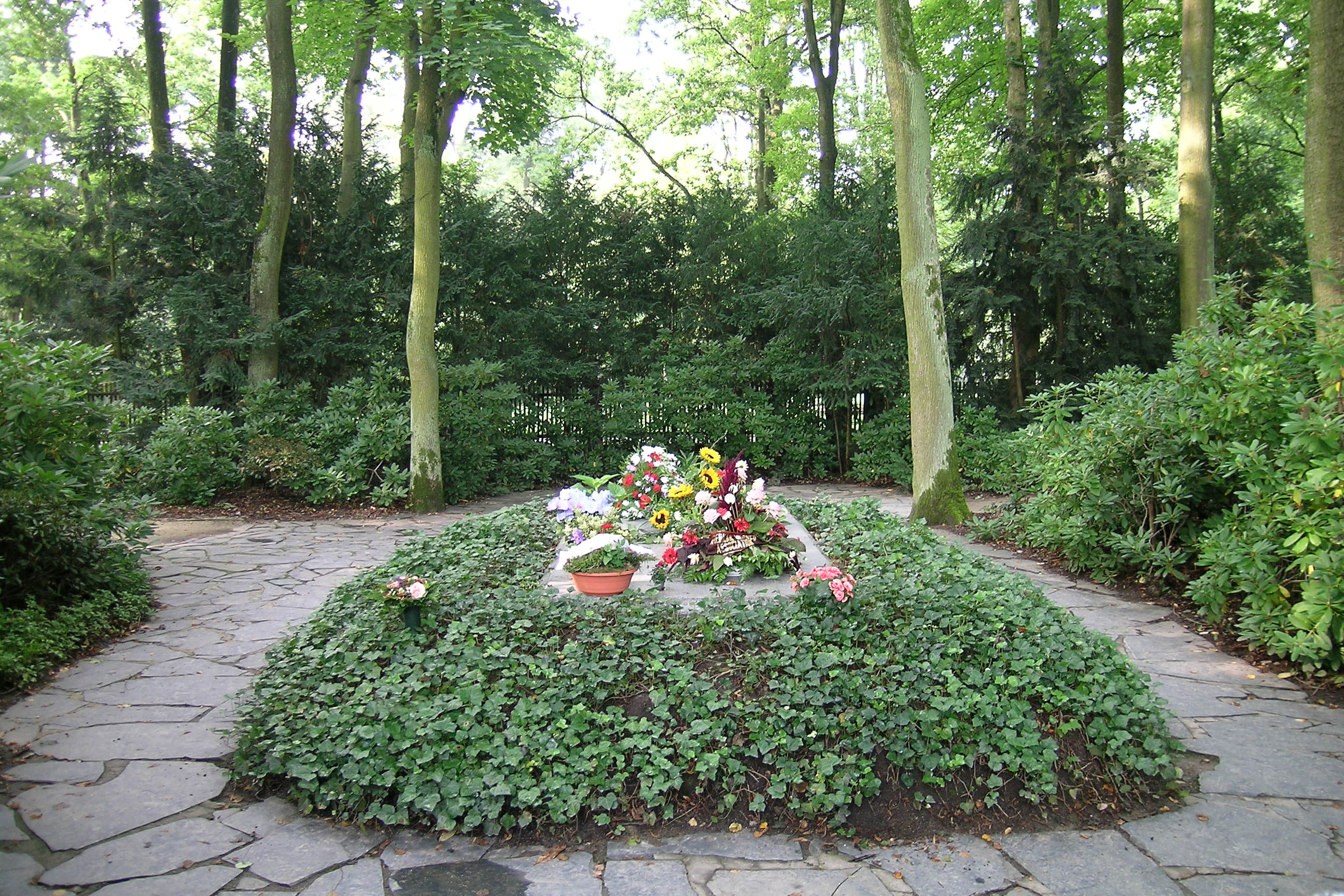
Tumba de Richard Wagner en Wahnfried (Bayreuth).

Después del primer Festival de Bayreuth, en 1877, Wagner comenzó a trabajar en su última ópera, Parsifal. Tardó en componerla cuatro años, muchos de los cuales los pasó en Italia por motivos de salud. Durante ese periodo también escribió una serie de ensayos, incluyendo escritos reaccionarios sobre la religión y el arte en los que se retractaba de sus opiniones anteriores. Muchos de ellos –incluyendo Religión y arte (1880) y Heroísmo y cristianismo (1881)– aparecieron en la revista Bayreuther Blätter, fundada en 1880 por el propio compositor y Hans von Wolzogen para los visitantes wagnerianos de Bayreuth.
Completó Parsifal en enero de 1882 y tuvo lugar un segundo Festival para el estreno de la nueva ópera el 26 de mayo. En esta época Wagner estaba gravemente enfermo, ya que había sufrido una serie de anginas de pecho cada vez más severas. Durante la decimosexta y última representación de Parsifal, el 29 de agosto, entró en secreto en el foso de la orquesta durante el tercer acto, tomó la batuta del director Hermann Levi y dirigió la representación hasta su final.
Después del Festival, la familia Wagner viajó a Venecia para pasar el invierno. El 13 de febrero de 1883, Wagner falleció a causa de una crisis cardíaca en Ca' Vendramin Calergi, un palazzo del siglo XVI en el Gran Canal. Su cuerpo fue repatriado e inhumado en el jardín de Wahnfried, su villa en Bayreuth. Las dos piezas de su suegro, Franz Liszt, para piano solista tituladas La lúgubre góndola evocan el paso de una góndola fúnebre cubierta de negro portando a Wagner por el Gran Canal.

## Obras

### Ópera
| Año de estreno | Principales óperas                 |
| -------------- | ---------------------------------- |
| 1842           | Rienzi                             |
| 1843           | El holandés errante                |
| 1845           | Tannhäuser                         |
| 1850           | Lohengrin                          |
| 1865           | Tristán e Isolda                   |
| 1868           | Los maestros cantores de Núremberg |
| 1869           | El oro del Rin                     |
| 1870           | La valquiria                       |
| 1876           | Sigfrido                           |
| 1876           | El ocaso de los dioses             |
| 1882           | Parsifal                           |

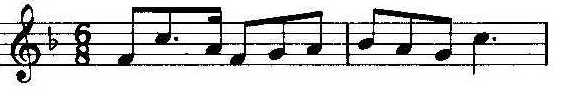
Leitmotiv asociado con el héroe de la ópera homónima, Sigfrido. Esta notación musical muestra un tema en fa y en un compás de 6/8 en clave de sol.

El principal legado artístico de Wagner son sus obras operísticas. A diferencia de otros compositores de ópera, que generalmente dejaban la tarea de escribir un libreto (texto y lírica) a otros, Wagner escribió sus propios libretos, a los que se refería como «poemas». Además, desarrolló un estilo compositivo en el que el papel orquestal es igual que el de los cantantes. El papel dramático de la orquesta, en sus últimas óperas, incluye el uso de leitmotivs, temas musicales que pueden ser interpretados para anunciar a personajes específicos, localizaciones y elementos argumentales; su complejo entrelazamiento y evolución ilustran la progresión del drama. En última instancia desarrolló un nuevo concepto de ópera a menudo referido como «drama musical» (aunque no usó ni sancionó el término), en el que todos los elementos dramáticos y poéticos musicales se fusionan en la denominada obra de arte total.
Sus óperas se pueden dividir en tres periodos:

#### Primer periodo (hasta 1842)
Su primer intento de componer una ópera, cuando tenía diecisiete años, fue Die Laune des Verliebten. La obra se abandonó en los inicios de su composición, al igual que Die Hochzeit (La boda), en la que Wagner trabajó en 1832. Las primeras que completó fueron Las hadas (1833, no representada durante la vida del compositor) y La prohibición de amar (1836, retirada después de su estreno). Trabajó en el Singspiel abortado Männerlist grösser als Frauenlist (La astucia del hombre es superior a la de la mujer). A continuación compuso Rienzi (1842), su primera ópera representada exitosamente. El estilo compositivo de esta obras tempranas era convencional —Rienzi, la relativamente más sofisticada, muestra una clara influencia de la Grand Opéra al estilo de Meyerbeer— y no exhibía las innovaciones que marcarían el lugar de Wagner en la historia. Después afirmó que no consideraba esas inmaduras obras como parte de su obra y ninguna de ellas fue representada en el Festival wagneriano de Bayreuth. Estas óperas han sido interpretadas en raras ocasiones en los últimos cien años, aunque la obertura de Rienzi es pieza ocasional en conciertos.

#### Periodo medio (1843-1851)
En su periodo medio comenzó a mostrar la profundidad de sus dotes como dramaturgo y compositor. Este periodo comienza con El holandés errante (1843), seguida por Tannhäuser (1845) y Lohengrin (1850). Estas tres óperas reforzaron su reputación entre el público alemán más allá de lo que Wagner había comenzado a establecer con Rienzi. Sin embargo, durante su exilio tras el alzamiento de mayo en Dresde en 1849, comenzó a reconsiderar por completo su concepto de ópera y finalmente decidió, como explicó en su serie de ensayos entre 1849 y 1852, que esas óperas no representaban lo que esperaba obtener. En su ensayo Una comunicación a mis amigos (Eine Mittheilung an meiner Freunde, 1851), concebido como un prefacio de los libretos impresos de El holandés errante, Tannhäuser y Lohengrin, Wagner (para confusión de muchos de sus amigos, ya que en esas fechas Lohengrin no había sido estrenado) hizo efectivo el repudio de esas óperas y declaró su intención de avanzar en nuevas direcciones.

Nunca escribiré ninguna ópera más. Como no tengo ningún deseo de inventar un título arbitrario para mis obras, las llamaré dramas [...]. Propongo plasmar mi mito en tres obras de teatro completas, precedidas de un largo preludio (Vorspiel). [...] Propongo, dentro de algún tiempo, producir, en un Festival especialmente diseñado, esos tres dramas con su preludio, en el curso de tres días y una noche. Consideraré el objeto de esta producción bien conseguido si yo y mis compañeros artísticos, los actores reales, en el plazo de estas cuatro veladas tenemos éxito en transmitir artísticamente la verdadera Comprensión Emocional (no la [Comprensión] Crítica) de los espectadores que se han reunido expresamente para aprenderla.[...]

Wagner se reconcilió posteriormente con sus obras de este periodo, aunque reelaboró tanto El holandés errante como Tannhäuser en varias ocasiones. Las tres óperas de este periodo fueron las primeras incluidas en el Canon de Bayreuth, el catálogo de óperas maduras que Cósima añadió al Festival después de la muerte del compositor siguiendo sus deseos. Se continúan representando regularmente y han sido grabadas con frecuencia. Muestran un incremento de la maestría en el arte escénico, la orquestación y la atmósfera.

#### Último periodo (1851-1882)

##### Comienzo del ciclo delAnillo
Los últimos dramas de Wagner se consideran sus obras maestras. Incitado por el éxito de la trilogía dramática de Friedrich Hebbel (1862) sobre los Nibelungos, concibió un gran proyecto. El anillo del nibelungo, comúnmente denominado el ciclo del Anillo, es un conjunto de cuatro óperas basadas libremente en figuras y elementos de la mitología germánica —particularmente de la mitología nórdica tardía—, en concreto la Edda poética y la Saga Volsunga en nórdico antiguo, y el Cantar de los nibelungos en alto alemán medio. También tuvo influencias en los conceptos wagnerianos el drama griego, en el que las tetralogías eran un componente de los festivales atenienses y que el compositor había desarrollado ampliamente en su ensayo Ópera y drama.
Los dos primeros componentes de la tetralogía fueron El oro del Rin (completada en 1869) y La valquiria (finalizada en 1870). En la primera, con su «implacablemente locuaz "realismo" [y] la ausencia de "números" líricos», Wagner estuvo muy cerca de su ideal musical puro contemplado en sus ensayos de 1849-1851. La segunda, con el aria de Sigmundo («Winterstürme») en el primer acto y la casi coral aparición de las Valquirias, muestra rasgos más «operísticos», pero se ha evaluado como «el drama musical que más satisfactoriamente ha personalizado los principios teóricos de Ópera y drama. Se consigue una síntesis de la poesía y la música sin ningún sacrificio importante en la expresión musical».

##### Tristán e IsoldayLos maestros cantores
Mientras componía el ciclo del Anillo, dejó por un tiempo incompleta la tercera ópera de la tetralogía, Sigfrido, realizando una pausa entre 1857 y 1864 para componer la trágica historia de amor Tristán e Isolda y su única comedia madura, Los maestros cantores de Núremberg, dos obras que también son parte del catálogo operístico habitual.
Tristán e Isolda tiene una línea argumental derivada del poema Tristan und Isolt de Gottfried von Strassburg. Wagner destacó que «toda su envolvente tragedia [...] me impresionó tan profundamente que quedé convencido de que debía mantenerse en un lugar destacado, independientemente de los detalles menores». Este impacto, junto con el descubrimiento de la filosofía de Schopenhauer en octubre de 1854, llevaron al compositor a un «grave estado de ánimo ocasionado por las ideas de Schopenhauer, intentando encontrar la expresión del éxtasis. Fue tal estado de ánimo el que inspiró la concepción de Tristán e Isolda». Wagner realizó una medio parodia de la erótica atmósfera de la ópera en una carta a Mathilde Wesendonck:

¡Niña! Este Tristán se está convirtiendo en algo «terrible». ¡¡¡Este acto final!!! Temo que la ópera será prohibida [...] ¡Sólo las representaciones mediocres pueden salvarme! Las que sean perfectamente buenas forzosamente volverán loca a la gente.

El estreno de la obra tuvo lugar el 10 de junio de 1865 en Múnich, dirigido por Hans von Bülow.
Se suele situar a Tristán e Isolda en un lugar especial en la historia musical. Se la describe como «cincuenta años adelantada a su época» por su cromatismo, disonancias largamente mantenidas, inusual color y armonía orquestales y el uso de la polifonía. El propio compositor creía que sus teorías dramático-musicales estaban más perfectamente desarrolladas en esta obra con su uso de «el arte de la transición» entre los elementos dramáticos y el equilibrio conseguido entre la línea vocal y coral.
Wagner concibió inicialmente Los maestros cantores de Núremberg en 1845 como una especie de clímax cómico de Tannhäuser. Fue estrenada en Múnich, también bajo la batuta de Bülow, el 21 de junio de 1868, y su accesibilidad la convirtió en un éxito inmediato. Es «un drama musical rico y perceptivo ampliamente admirado por su calidad humana»; pero, debido a sus fuertes matices nacionalistas alemanes, es también considerada por algunos como un ejemplo de las ideas políticas reaccionarias y el antisemitismo del compositor.

##### Finalización del ciclo delAnillo

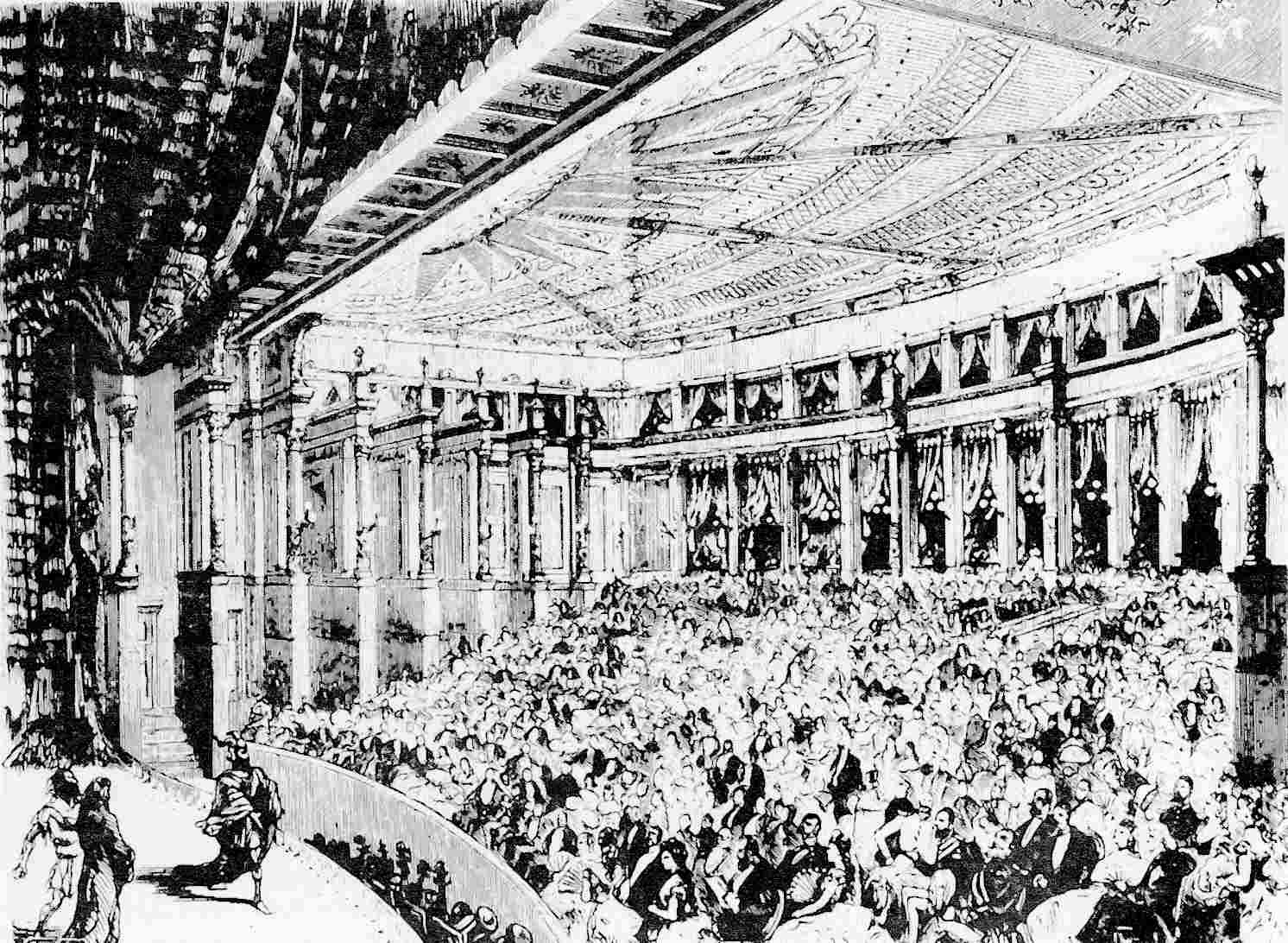
El interior del Festspielhaus, durante la primera representación de El anillo del nibelungo, en 1876.

Cuando Wagner retomó, con la experiencia adquirida en la composición de Tristán e Isolda y Los maestros cantores de Núremberg, la escritura de la música del último acto de Sigfrido y del El ocaso de los dioses, nombre que recibió la última ópera de la tetralogía, su estilo había cambiado nuevamente a uno más «operístico» aunque mejor provisto de su originalidad como compositor y teñido de leitmotivs que el mundo sonoro de El oro del Rin y La valquiria. Esto fue en parte debido a que escribió los libretos de las cuatro óperas del ciclo en orden inverso, por lo que el texto de El ocaso de los dioses era más «tradicional» que el de El oro del Rin. Aunque se había relajado en el uso de las restricciones autoimpuestas de la obra de arte total. Según señaló irónicamente (para Millington, un tanto injustamente) George Bernard Shaw:

And now, O Nibelungen Spectator, pluck up; for all allegories come to an end somewhere[...] The rest of what you are going to see is opera, and nothing but opera. Before many bars have been played, Siegfried and the wakened Brynhild, newly become tenor and soprano, will sing a concerted cadenza; plunge on from that to a magnificent love duet[...]The work which follows, entitled Night Falls On The Gods [Shaw's translation of Götterdämmerung], is a thorough grand opera.
Y ahora, oh espectador del Nibelungen, álzate; porque todas las alegorías llegan a su fin en alguna parte [...] El resto de lo que vas a ver es ópera, y nada más que ópera. Antes se han interpretado muchos compases, Sigfrido y la despierta Brunilda, recién convertidos en tenor y soprano, cantarán una cadencia concertada; precipitada a partir de ese magnífico dueto de amor [...] La obra que sigue, titulada La noche cae sobre los dioses [traducción de Shaw de Götterdämmerung], es una grand opéra completa.

Sin embargo, las diferencias también se debían al desarrollo de Wagner como compositor durante el periodo en el que compuso Tristán, Los maestros cantores y también la versión parisina de Tannhäuser. Desde el tercer acto de Sigfrido en adelante, el ciclo se convierte en cromático, armónicamente más complejo y más desarrollado en su tratamiento de los leitmotivs.
La tetralogía supone quince horas de representación, que fueron concebidas en el transcurso de veintiséis años desde el primer borrador de un libreto en 1848 hasta la finalización de El ocaso de los dioses en 1874. Es la única obra de tal magnitud que se representa con regularidad en los escenarios de todo el mundo.

##### Parsifal
Su ópera final, Parsifal (1882), fue la única escrita especialmente para su Festspielhaus de Bayreuth y descrita en su partitura como un «Bühnenweihfestspiel» (obra de festival para la consagración del escenario), tiene una línea argumental sugerida por elementos de la leyenda del Santo Grial. Aunque también toma elementos de la renuncia budista inspirados en sus lecturas de Schopenhauer. Wagner la describió a Cósima como su «última carta». El tratamiento del compositor del cristianismo en la ópera, su erotismo y su supuesta relación con el nacionalismo alemán (y el antisemitismo) han continuado la controversia por razones no musicales. Sin embargo, se considera que representa el continuo desarrollo del estilo del compositor y, según Millington, es «una partitura diáfana de una belleza y refinamiento sobrenaturales».

### Composiciones no operísticas

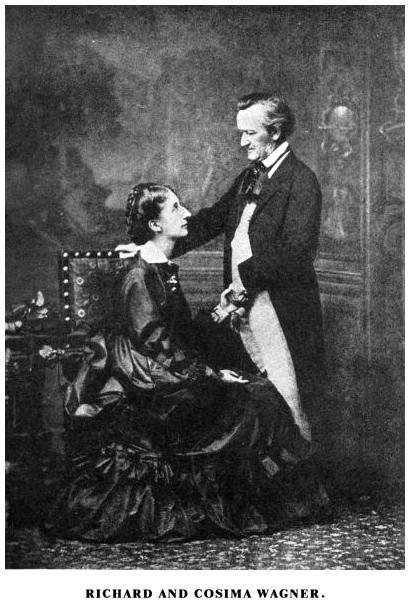
Wagner compuso Idilio de Sigfrido para el cumpleaños de Cósima, su segunda esposa.

Aparte de sus óperas, Wagner compuso un número de piezas musicales relativamente reducido. Entre ellas se incluyen una sinfonía (compuesta cuando tenía diecinueve años), la Obertura Fausto (la única parte completada de una futura sinfonía sobre el tema), algunas oberturas, piezas corales y para piano. Su obra no operística representada con mayor asiduidad es Idilio de Sigfrido, una pieza para orquesta de cámara escrita para el cumpleaños de su segunda esposa, Cósima. La obra se basa en varios motivos del ciclo del Anillo, aunque no es parte de la tetralogía. Los Wesendonck Lieder, conocidos como Cinco canciones para voz femenina, son también obras habitualmente representadas, para voz y piano, que fueron compuestas para Mathilde Wesendonck mientras Wagner estaba trabajando en Tristán e Isolda. La Marcha para el centenario estadounidense de 1876 es una rareza, encargada por la ciudad de Filadelfia (por recomendación del director Theodore Thomas, que posteriormente se sintió muy decepcionado con el resultado final) para la apertura de la Exposición del centenario, por la que el compositor cobró 5000 dólares.
Das Liebesmahl der Apostel (La fiesta de amor de los apóstoles), una obra representada en raras ocasiones, es una pieza para coro masculino y orquesta, compuesta en 1843. Wagner, que había sido elegido a principios de año por una asociación cultural en Dresde, recibió el encargo para evocar el tema de Pentecostés. El estreno, realizado en la Frauenkirche el 6 de julio de 1843, fue representado por cerca de un centenar de músicos y casi 1200 cantantes con una muy buena acogida.
Después de completar Parsifal, Wagner expresó su intención de volver a escribir sinfonías, aunque no se conservan bocetos de dichas obras, ni se tiene certeza de que los llegara a realizar.
Las oberturas y pasajes orquestales de sus óperas de los periodos medio y último son interpretados habitualmente como piezas de concierto. En la mayoría de ellas, Wagner escribió pasajes cortos para concluir de forma menos abrupta. Otro pasaje habitual es el «Coro nupcial» de Lohengrin, a menudo interpretada en ceremonias nupciales.

## Producción literaria

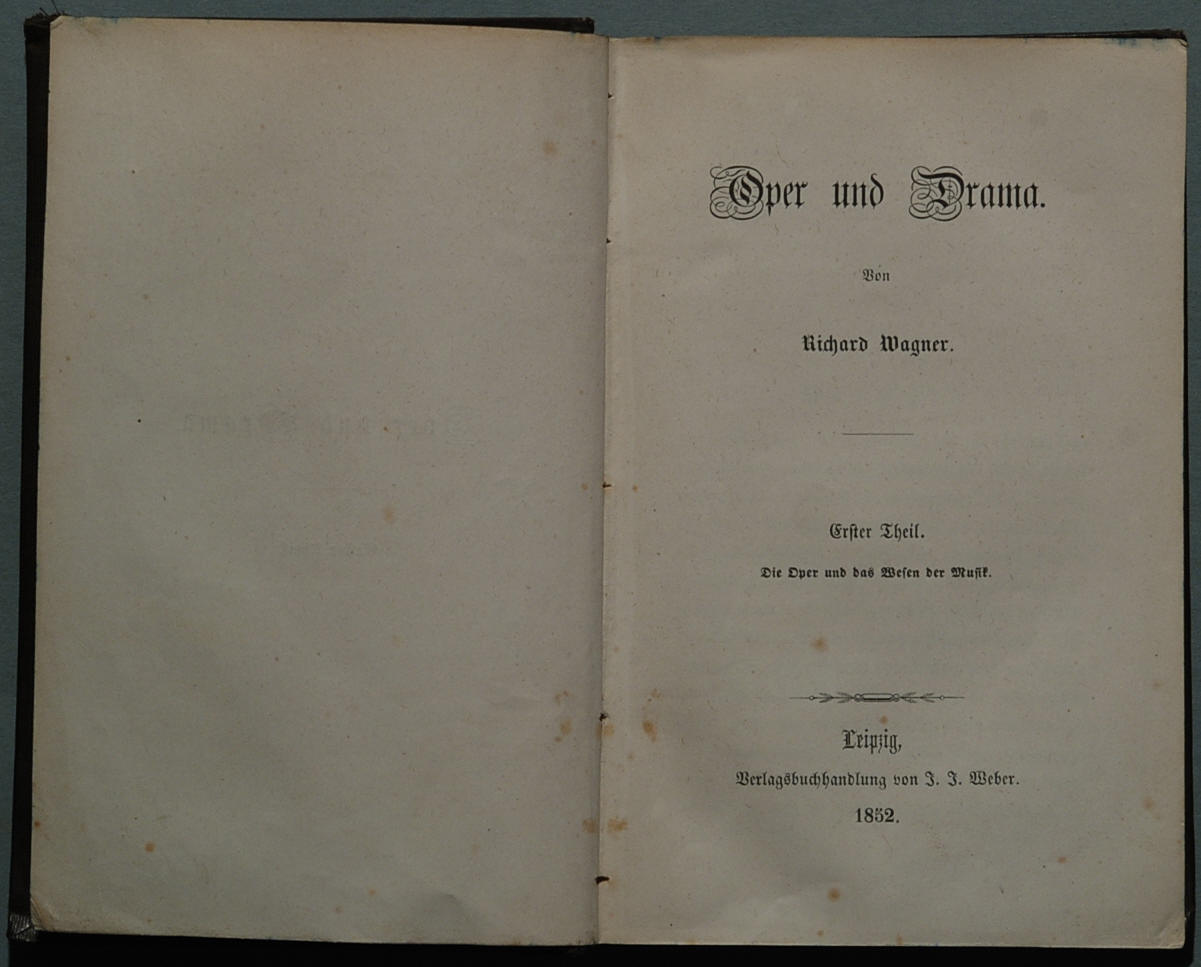
Portada de la primera edición de Ópera y drama (1851).

Wagner, escritor prolífico en extremo, es autor de cientos de libros, poemas y artículos, así como una voluminosa correspondencia que abarca toda su vida. Sus obras literarias cubren una amplia temática, incluyendo política, filosofía y detallados análisis de sus óperas. Entre los ensayos destacan Arte y revolución (1849), La obra de arte del futuro (1849), Ópera y drama (1851), un ensayo sobre teoría operística y El judaísmo en la música (1850), un polémico ensayo dirigido contra los judíos en general y contra Giacomo Meyerbeer en particular. También escribió varias obras autobiográficas, como Mein Leben (Mi vida, 1880). En sus últimos años se convirtió en un enérgico oponente de la experimentación con animales y en 1879 publicó una carta abierta, Contra la vivisección, en apoyo del activista por los derechos de los animales Ernst von Weber.
Existen varias ediciones de las obras literarias de Wagner, incluyendo la edición del centenario en alemán editada por Dieter Borchmeyer (que sin embargo omitió el ensayo El judaísmo en la música). Hay prevista una edición completa de la correspondencia del compositor, que se estima ascenderá entre los 10 000 y 20 000 artículos, cuyo primer volumen apareció en 1967.

## Influencia y legado

### Influencia en la música

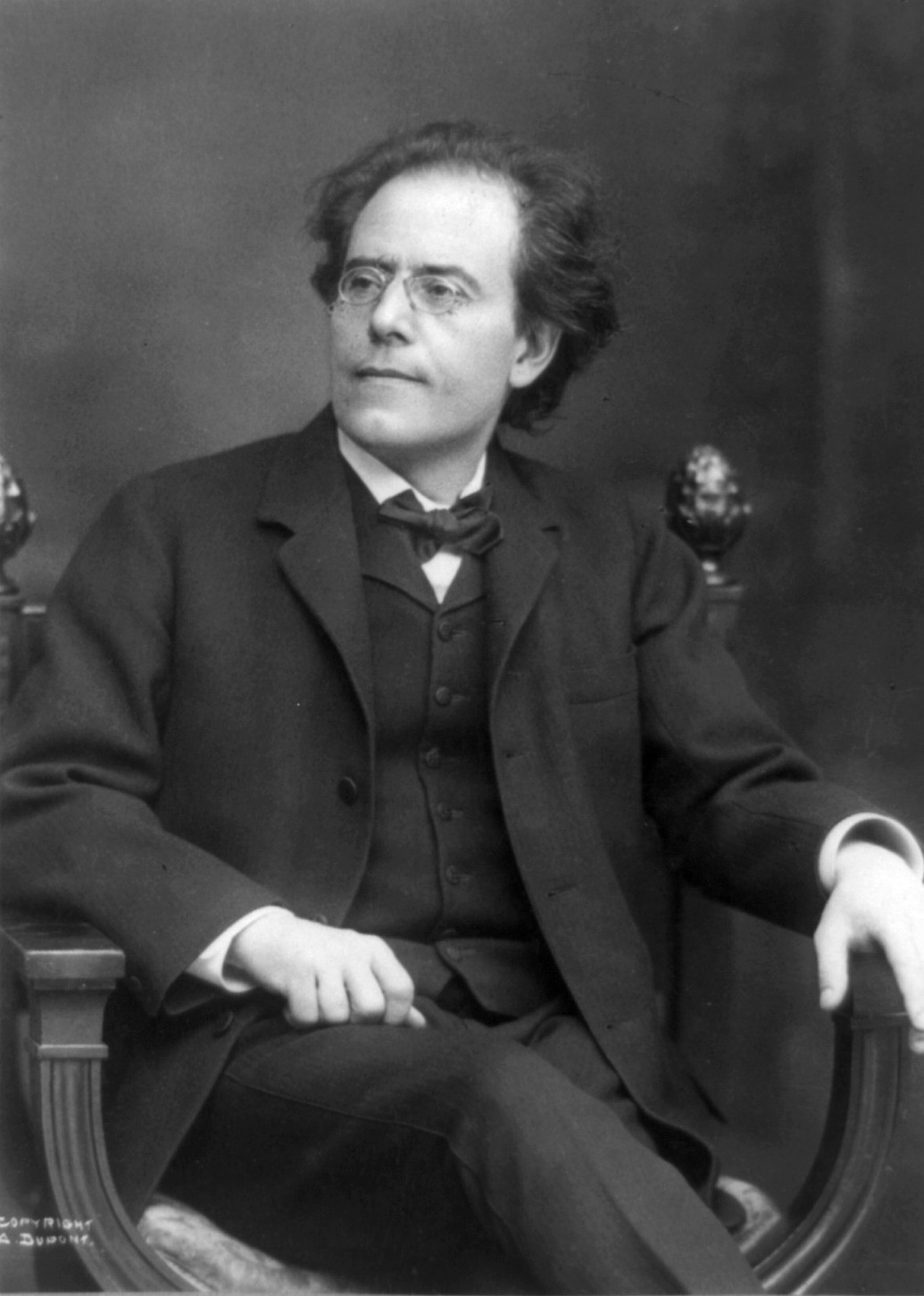
Gustav Mahler afirmó: «Solo hubo Beethoven y Richard [Wagner]; y, después de ellos, nadie».

El estilo musical tardío de Wagner, con su exploración sin precedentes de la expresión emocional, introdujo nuevas ideas en la armonía, el proceso melódico (leitmotiv) y la estructura operística. En particular, desde Tristán e Isolda en adelante, exploró los límites tradicionales de la armadura tonal que da a las tonalidades y acordes su identidad, marcando el camino de la atonalidad en el siglo XX. Algunos historiadores musicales fechan el comienzo de la música contemporánea en las primeras notas de Tristán, conocidas como acorde de Tristán.
Durante su vida, y algunos años después, Wagner inspiró una devoción fanática. Durante un largo periodo, muchos compositores se alinearon a favor y en contra de su música. En especial, Anton Bruckner y Hugo Wolf estaban en deuda con él, además de César Franck, Henri Duparc, Ernest Chausson, Jules Massenet, Alexander von Zemlinsky, Hans Pfitzner y muchos más. Gustav Mahler afirmó: «Solo hubo Beethoven y Richard [Wagner]; y después de ellos, nadie». Las revoluciones armónicas del siglo XX de Claude Debussy y Arnold Schönberg (modernismo tonal y atonal, respectivamente) se asocian a menudo a Tristán y Parsifal. La forma italiana del realismo operístico, conocido como verismo, le debe mucho a la reconstrucción wagneriana de la forma musical.
Wagner hizo una importante contribución a los principios y prácticas de la dirección orquestal. Su ensayo Sobre la dirección (1869) avanzó las primeras obras de Hector Berlioz y propuso que la dirección era un medio por el cual una obra musical puede ser reinterpretada, en lugar de ser un simple mecanismo para conseguir la armonía orquestal. Ejemplificó este enfoque en su propia forma de dirigir, que era significativamente más flexible que el enfoque disciplinado de Mendelssohn; su visión también justificaba prácticas que hoy estarían mal vistas, como la reescritura de partituras. Wilhelm Furtwängler creía que Wagner y Hans von Bülow, a través de sus enfoques interpretativos, inspiraron a una generación entera de directores, incluyendo al propio Furtwängler.
En 1876 ordenó construir la conocida como tuba Wagner, un nuevo instrumento para entonar el motivo del Valhalla de la tetralogía del Anillo más lúgubremente que un trombón, pero con un tono menos incisivo, al igual que el de una trompa.

### Influencia en la literatura, la filosofía y las artes visuales

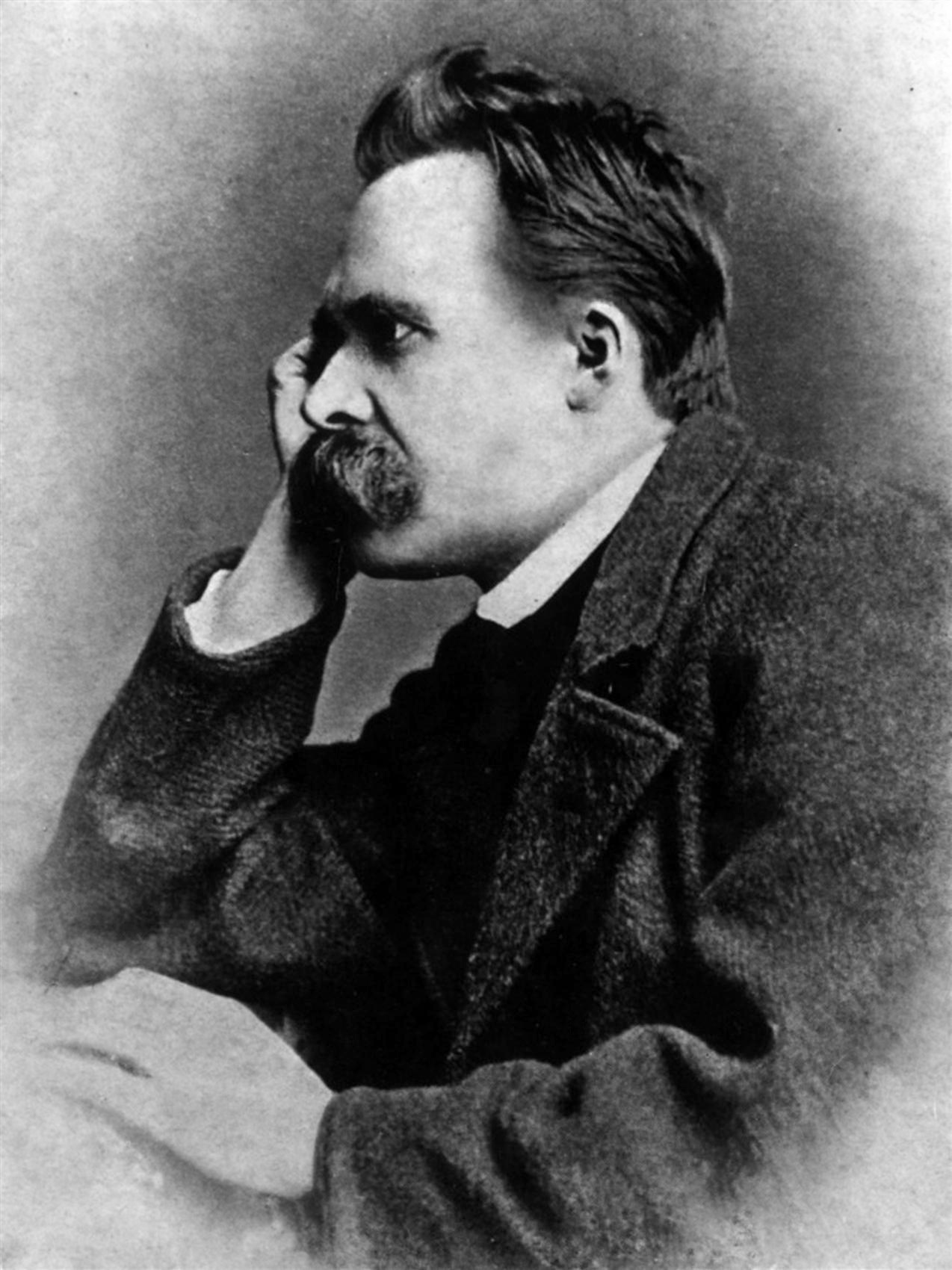
Friedrich Nietzsche formó parte del círculo íntimo del compositor hasta que se separó de él porque creía que las nuevas ideas de Richard Wagner representaban una complacencia con la piedad cristiana y una entrega al nuevo Imperio alemán.

La influencia de Wagner en la literatura y la filosofía fue significativa.

[Wagner's] protean abundance meant that he could inspire the use of literary motif in many a novel employing interior monologue; [...] the Symbolists saw him as a mystic hierophant; the Decadents found many a frisson in his work.
La abundancia proteica [de Wagner] significaba que podía inspirar el uso del motivo literario en muchas novelas empleando el monólogo interior; [...] los simbolistas lo vieron como un hierofante místico; los decadentes encontraron más de un motivo para el escalofrío en su obra.

Friedrich Nietzsche formó parte del círculo íntimo del compositor durante la década de 1870 y su primera obra publicada, El nacimiento de la tragedia en el espíritu de la música, proponía la música de Wagner como el renacer dionisíaco de la cultura europea en oposición del racionalismo decadente apolíneo. Nietzsche rompió su relación con el compositor después del primer Festival de Bayreuth, porque creía que el periodo final del compositor representaba una complacencia para con la piedad cristiana y una sumisión al nuevo Imperio alemán. El filósofo expresó su descontento con el tardío Wagner en El caso Wagner y en Nietzsche contra Wagner.
Charles Baudelaire, Stéphane Mallarmé y Paul Verlaine adoraban a Wagner.
Edouard Dujardin, cuya influyente novela Les lauriers sont coupés en forma de monólogo interior está inspirada en la música del compositor, fundó una revista dedicada a Wagner, La Revue Wagnérienne, en la que contribuyeron J. K. Huysmans y Teodoro de Wyzewski.
En el siglo XX, Wystan Hugh Auden denominó una vez a Wagner «quizás el mayor genio que jamás ha vivido», mientras Thomas Mann y Marcel Proust estuvieron fuertemente influidos por él y analizaron a Wagner en sus novelas. También es analizado en alguna de las obras de James Joyce. Los temas wagnerianos se encuentran en La tierra baldía de T. S. Eliot, que contiene líneas de Tristán e Isolda, El ocaso de los dioses y el poema de Verlaine sobre Parsifal. Muchos de los conceptos wagnerianos, incluyendo su especulación sobre los sueños, son anteriores a su investigación por parte de Sigmund Freud. En una larga lista de otras figuras culturales importantes influidas por Wagner, Bryan Magee incluye a D. H. Lawrence, Aubrey Beardsley, Romain Rolland, Gérard de Nerval, Pierre-Auguste Renoir, Rainer Maria Rilke y muchos más.

### Detractores y partidarios

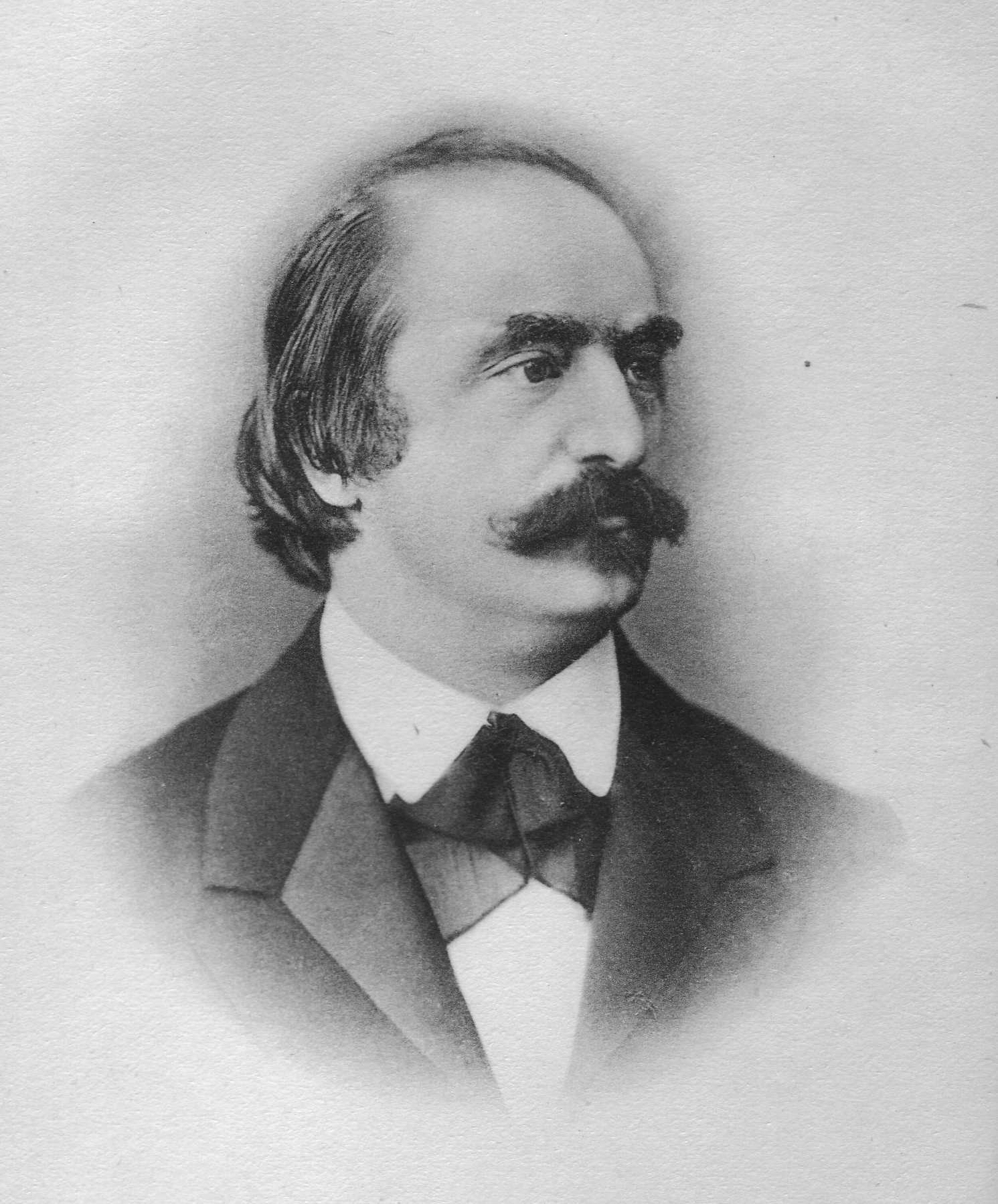
El crítico Eduard Hanslick fue uno de los principales detractores de Wagner.

No todas las reacciones hacia Wagner fueron positivas. Por un tiempo, la vida musical alemana estuvo dividida en dos facciones, los partidarios de Wagner y los de Johannes Brahms; los segundos, con el apoyo del poderoso crítico Eduard Hanslick (el personaje de Beckmesser en Los maestros cantores de Núremberg es en parte una caricatura de él), defendían las formas tradicionales y lideraban el bando conservador contra las innovaciones wagnerianas. Estuvieron apoyados por las tendencias conservadoras de algunas escuelas musicales alemanas, incluyendo al Conservatorio de Leipzig bajo la dirección de Ignaz Moscheles y el de Colonia, dirigido por Ferdinand Hiller. Incluso aquellos que, como Debussy, se oponían a él («ese viejo envenenador») no podían negar la influencia de Wagner. De hecho, Debussy fue uno de los muchos compositores, incluyendo a Chaikovski, que sentían la necesidad de romper con Wagner precisamente debido a su influencia tan inequívoca y contundente. «Golliwogg's Cakewalk», de la suite para piano Children's Corner de Debussy, contiene una citación deliberadamente irónica de los compases de apertura de Tristán e Isolda. Otros que resistieron la atracción de Wagner fueron Gioachino Rossini («Wagner tiene momentos maravillosos y terribles cuartos de hora»). En el siglo XX, la música de Wagner fue parodiada por, entre otros, Paul Hindemith y Hanns Eisler.
Los seguidores de Wagner (conocidos como wagnerianos) han creado numerosas «Asociaciones Wagner» dedicadas a la vida, obras y óperas del compositor. Existen asociaciones de este tipo en lugares como Madrid, Barcelona, Canarias, Toronto, Nueva York, Reino Unido, Nueva Zelanda, norte de California, Israel, entre otros lugares.

### Diseño y práctica teatral

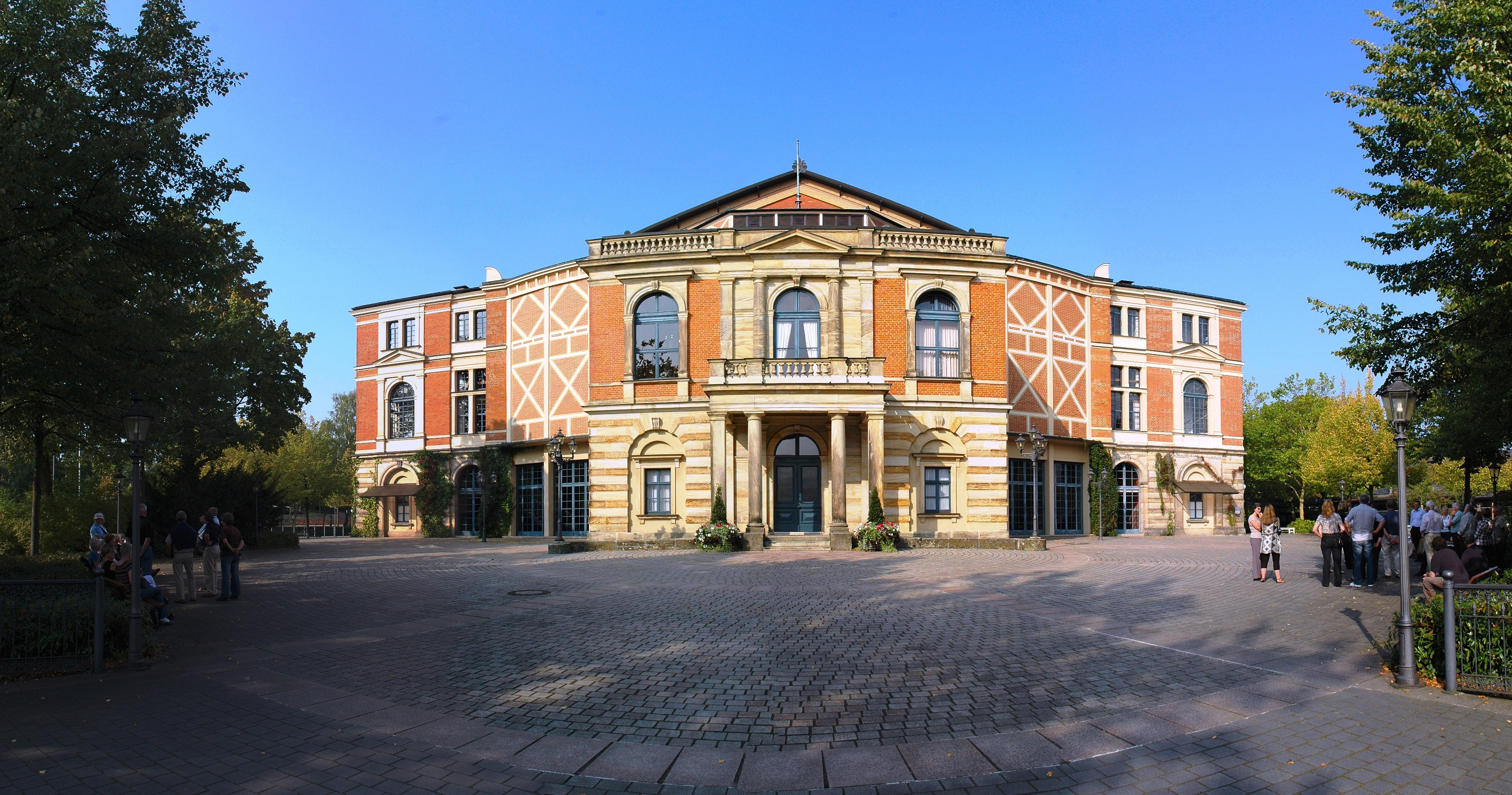
Wagner diseñó el Festspielhaus de Bayreuth con el objetivo de representar sus óperas.

Wagner fue responsable de innovaciones teatrales desarrolladas en el Festspielhaus de Bayreuth para cuyo diseño se apropió de algunas ideas de su antiguo compañero, Gottfried Semper, que había solicitado un nuevo teatro de ópera en Múnich. Estas innovaciones incluyen la oscuridad del auditorio durante las representaciones y la ubicación de la orquesta en un foso fuera de la vista del público. Las representaciones de Adolphe Appia de las óperas de Wagner en Bayreuth tuvieron consecuencias de largo alcance en las prácticas teatrales en general.

### Influencia en el cine
El concepto wagneriano del uso de los leitmotivs y la expresión musical integrada ha sido asimilado por el cine como una de sus características propias. El filósofo y crítico Theodor Adorno destaca que el leitmotiv wagneriano «lleva directamente a la música cinematográfica donde la única función del leitmotiv es anunciar héroes o situaciones con el fin de permitir al espectador orientarse más fácilmente».

### Influencia en la música popular
El compositor de rock Jim Steinman creó lo que él denominó rock wagneriano. También la música heavy metal tiene influencias de Wagner (así como de otros compositores clásicos). Entre los que reclaman inspiración de la música de Wagner están la banda alemana Rammstein y Joachim Witt, que llamó a tres de sus álbumes Bayreuth. El compositor electrónico alemán Klaus Schulze dedicó su álbum Timewind de 1975 a la muerte de Wagner (consiste en dos piezas de treinta minutos, tituladas «Bayreuth Return» y «Wahnfried 1883»). También usó el alias «Richard Wahnfried» para una parte de su discografía. Joey DeMaio de la banda Manowar describió a Richard Wagner como «El padre del heavy metal». El grupo esloveno de vanguardia Laibach creó la suite sonora VolksWagner en 2009 en colaboración con la Orquesta sinfónica de la radio eslovena y el compositor-director Izidor Leitinger, usando material de Tannhäuser, Idilio de Sigfrido y Cabalgata de las valquirias. La técnica de Wall of Sound de Phil Spector tiene una gran influencia de Wagner.

## Ideología y controversias

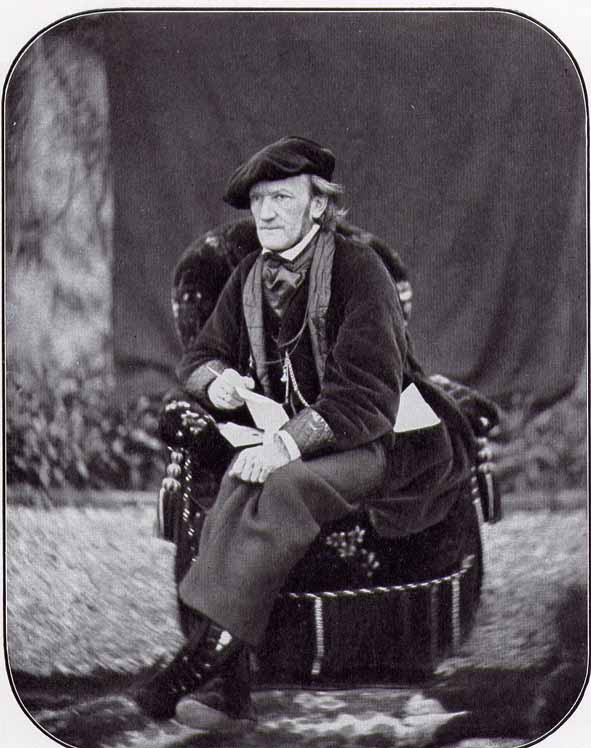
Wagner en Lucerna (1868).

Sus óperas, escritos, política, creencias y estilo de vida poco ortodoxos hicieron de Wagner una figura controvertida. Después de su muerte, el debate sobre sus ideas y su interpretación, en particular en Alemania durante el siglo XX, mantuvo su perfil controvertido. Sus comentarios sobre los judíos han generado debates acalorados, que continúan influyendo en la forma de considerar sus obras por los ensayos que escribió de naturaleza racial a partir de 1850 y su supuesta influencia en el antisemitismo de Adolf Hitler.

### Ideas políticas
Desde un principio, Wagner fue influido por las ideas de la revolución y el anarquismo (fue compañero de barricadas de Mijaíl Bakunin durante el alzamiento de mayo en Dresde), así como por las ideas socialistas. Dijo sobre el desarrollo del socialismo en Inglaterra: «El esfuerzo no apuntaba acaso contra la propiedad, sino a que todos tengan algo» o «la propiedad ha recibido en nuestra conciencia social estatista una santidad casi mayor que la de la religión» En sus últimos años se hizo presente en él un renovado cristianismo, mostrándose a favor de la fraternidad de los pueblos.
Muchos autores han creído en la idea de un nacionalismo alemán en Wagner, llevándolo a sus últimas consecuencias y vinculándolo al nacionalsocialismo de más de medio siglo después. Aunque Wagner renegó innumerables veces de «lo alemán», estando su pensamiento más dirigido hacia la idea de la fraternidad y el socialismo que a cualquier forma de nacionalismo (y menos de racismo). Con relación a su posible nacionalismo, Wagner dijo sobre Bismarck (paradigma del nacionalismo alemán de su época): «Después de Sedán tenía que haber hecho la paz con los franceses. Con la prosecución de la guerra hasta las puertas de París ha separado a las dos naciones un siglo». Fueron innumerables las muestras de desprecio hacia la forma que estaba tomando la nación alemana (en concreto hacia el, según él, «absurdo rearme» prusiano). Otros de sus comentarios fue: «El mundo, y sobre todo también 'Germania', resulta cada vez más desagradable» «De los alemanes [...] no cabe esperar gran cosa en ningún caso [...] un pensamiento grande y de alto vuelo, si no es ordenado de arriba abajo —a la manera de Bismarck».
A pesar de esto, una idea que repitió frecuentemente fue la de las colonias alemanas, como puede verse en su obra póstuma Religión y arte.

### Monarquía
Richard Wagner siempre defendió el concepto de monarquía absolutista, aunque defendía el derecho a la libertad del pueblo. Es decir, que aspiraba a una aristocracia y un gobierno que tuviese la autoridad para hacer lo que considerase oportuno y al mismo tiempo el pueblo no estuviese tiranizado.

### Religión

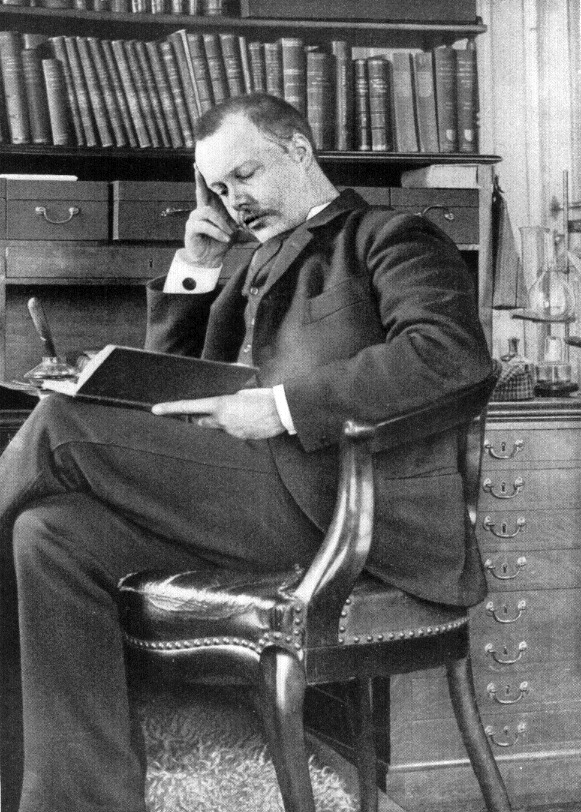
H. S. Chamberlain en 1895.

Acerca de este tema dijo H. S. Chamberlain:

La religión es, según Wagner, para la vida interior, lo que la monarquía es para la exterior. Incluso en aquellos años (1848-1852), en los cuales Wagner estaba casi directamente enemistado con el cristianismo ya histórico, no existe ni un escrito suyo en que no hable de la religión como fundamento de «la propia dignidad humana», como «la fuente de todo arte», etc. Las iglesias, por el contrario, y la cristalización de la revelación en dogmas —aunque en su mayoría son tratadas por Wagner con gran respeto y le dan la oportunidad de tratarlas llenas de luz—, parece que personalmente le son ajenas, de manera que se pueden leer todos sus escritos sin adivinar a qué confesión cristiana pertenece y ni de sus doctrinas, ni de sus obras artísticas, ninguna forma concreta de cristianismo tiene el derecho de atribuírselo.
Houston Stewart Chamberlain, Richard Wagner. Ideología

Aunque según Hirschberger en su libro The History of Philosophy, Wagner finalmente se convirtió al cristianismo, para gran desilusión de Nietzsche, quien se inspiró en él antes y hasta su conversión.
Algunos autores le han situado en la esfera de la religión profunda y el simbolismo religioso, así el escritor Max Heindel en su obra Misterios de las grandes Óperas, analiza el simbolismo esotérico y astrológico/astronómico implícito en sus composiciones operísticas, en concreto las relacionadas con la mitología nórdica o el Fausto de Johann Wolfgang von Goethe. Otro fue Mario Roso de Luna que en su obra, Wagner, mitólogo y ocultista, hace un estudio de la relación de las obras de Wagner con los mitos y la tradición de oriente y occidente. El escritor Samael Aun Weor en su obra El Parsifal develado estudia el lenguaje iniciático de las obras del maestro así como el significado simbólico de los personajes de esta obra wagneriana.

### Antisemitismo y racismo

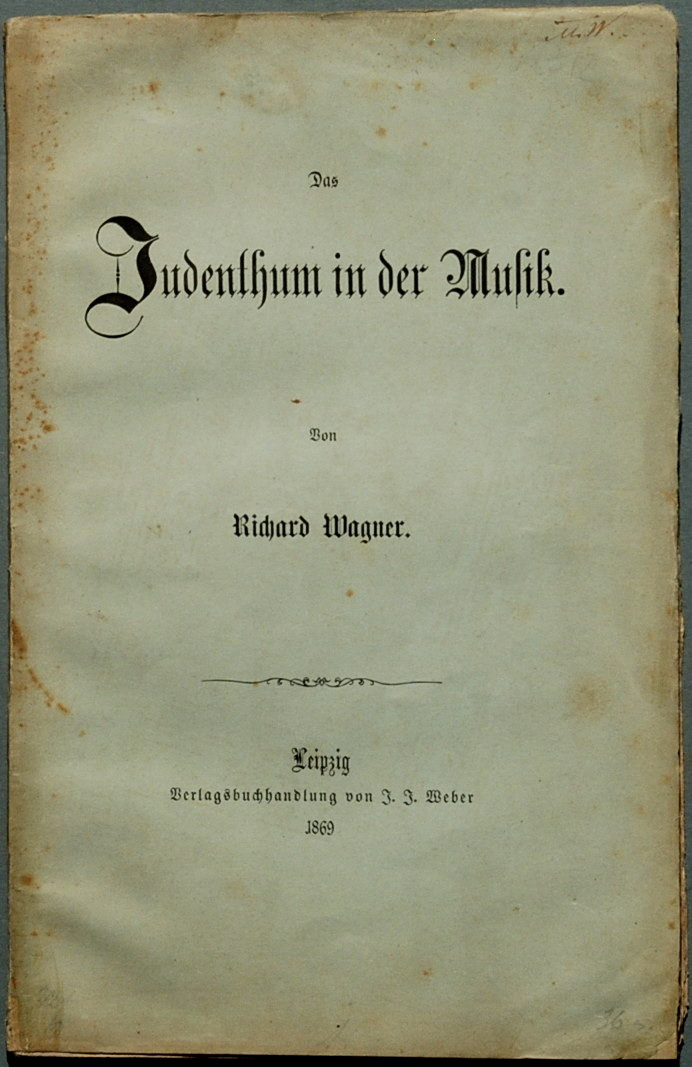
Portada de la versión de 1869 de El judaísmo en la música.

Las obras literarias de Wagner sobre la raza y su antisemitismo reflejan algunas tendencias del pensamiento en Alemania durante el siglo XIX.
En 1850 publicó en la revista Neue Zeitschrift für Musik bajo el seudónimo K. Freigedank (K. Librepensamiento) su ensayo El judaísmo en la música (Das Judentum in der Musik). En él, atacaba a sus coetáneos (y rivales) judíos Felix Mendelssohn y Giacomo Meyerbeer, deploraba lo que consideraba «la judaización del arte moderno», además de acusar a los judíos de ser un elemento dañino y extraño en la cultura alemana, advirtiendo a los judíos «que existe un solo medio de conjurar la maldición que pesa sobre ustedes: la redención de Ahasvero: el Exterminio».
Wagner sostenía la tesis de que «el judío [es] intrínsecamente incapaz de expresarse artísticamente a través de su apariencia exterior ni por su discurso y aún menos por su canto» y que, no obstante, aquel ha llegado en la música al dominio del gusto del público. Wagner afirmó que los alemanes se sentían repelidos por la apariencia y comportamiento de los judíos: «a pesar de todo lo que hemos dicho y escrito en favor de la emancipación de los judíos, siempre nos sentiremos repelidos instintivamente por cualquier contacto real y operativo con ellos». Argumentó que, debido a que no tendrían conexión con el espíritu alemán, los músicos judíos sólo podrían estar capacitados para producir música superficial y artificial. Por tanto, que componían música para conseguir popularidad y, por consiguiente, éxito financiero, en oposición a crear auténticas obras de arte.
Volvió a publicar el panfleto con su propio nombre en 1869, con una extensa introducción, dando lugar a varias protestas públicas en las primeras representaciones de Los maestros cantores de Núremberg. Repitió un punto de vista similar en artículos posteriores como en su ensayo ¿Qué es alemán?, de 1865 pero publicado en 1878, donde Wagner intentó explicar el fracaso de la Revolución de 1848 debido al hecho «de que el alemán genuino se encontraba –y encontraba su nombre– representado tan súbitamente por una raza de hombres que eran totalmente ajenos a él».
Algunos biógrafos sugieren que los estereotipos antisemitas están también representados en sus óperas. Los personajes de Mime en El anillo del nibelungo, Sixtus Beckmesser en Los maestros cantores de Núremberg y Klingsor en Parsifal son tomados a veces como representaciones judías, aunque no son identificados expresamente como tales en los libretos. Por otra parte, en la mayoría de escritos sobre sus obras, no hay ninguna mención a la intención de caricaturizar a los judíos en ellas; ni aparece ninguna mención similar en los diarios escritos por su esposa, que recogió su punto de vista en un diario durante un periodo de ocho años.

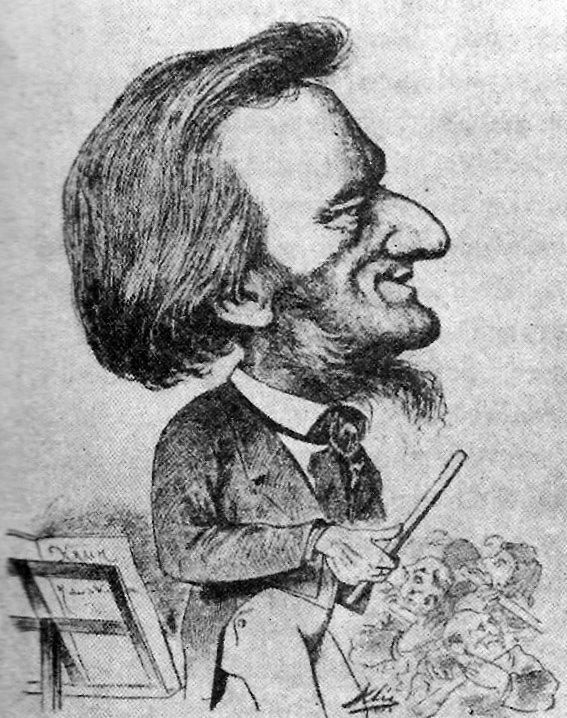
Caricatura de Wagner de Karl Clic en la revista satírica vienesa Humoristische Blätter (1873). Las facciones exageradas del compositor aluden a los rumores de que tenía antepasados judíos.

Sin embargo, algunos autores reclaman una contradicción de los argumentos sobre este tema. A pesar de sus conocidos puntos de vista sobre los judíos, a lo largo de su vida tuvo amigos, compañeros y seguidores judíos. Entre otros conocidos judíos del autor destacaron su ayudante Carl Tausig, Joseph Rubinstein, Angelo Neumann y la famosa cantante Lilli Lehmann. El estreno de su última obra, Parsifal, se lo confió al director de orquesta Hermann Levi en Bayreuth. En su autobiografía, Mein Leben, Wagner mencionó numerosas amistades con judíos, refiriéndose a la que mantuvo con Samuel Lehrs en París como «una de las amistades más bellas de mi vida».
El tema de Wagner y los judíos se complica aún más por las acusaciones, que han sido acreditadas al propio compositor, de que él mismo era descendiente de judíos, por la supuesta paternidad de Ludwig Geyer, aunque Geyer no era descendiente de judíos, ni tampoco el padre oficial de Wagner. Frecuentemente se realizaron referencias a sus supuestos orígenes judíos en dibujos del compositor en las décadas de 1870 y 1880, y más explícitamente por Friedrich Nietzsche en su ensayo El caso Wagner, en el que escribió «un Geyer (buitre) es casi un Adler (águila)» (tanto «Geyer» como «Adler» eran apellidos judíos comunes).
Algunos biógrafos aseguran que en sus años finales comenzó a creer en la filosofía racista de Arthur de Gobineau y según Robert Gutman esto se refleja en Parsifal. Otros biógrafos como Lucy Beckett creen que esto no es verdad. Wagner no mostró un interés significativo por Gobineau hasta 1880, cuando leyó Essai sur l'inégalité des races humaines (Ensayo sobre la desigualdad de las razas humanas), pero Wagner había completado el libreto de su ópera en 1877 y los borradores originales de la historia datan de 1857. Los escritos de sus últimos años indican algún interés por las ideas de Gobineau de que la sociedad occidental estaba condenada por el mestizaje entre las razas «superior» e «inferior». Aunque Wagner nunca terminó de estar de acuerdo con las posturas de Gobineau: «Va tan lejos con sus ideas que hasta le reprocha al Evangelio haber asumido la defensa de los pobres» El antisemitismo de Wagner trascendió hacía el siglo XX, Hitler fue un gran admirador de la música wagneriana y fue un permanente visitante de su casa en Bayreuth cuando ascendió al poder.
Algunos autores sostienen que, cuando se afirma que Wagner no podía evitar que su música fuera utilizada por el nazismo se olvidan de que el nazismo no solo se apropió de su arte, sino también de sus ideas, ya que hasta sus escritos, las razones del odio a los judíos no eran biológicas, sino de orden religioso, político o económico mientras que es él quien introduce la pretensión de que los judíos son intrínsecamente irredimibles. De su racismo y odio dan testimonio, además su correspondencia, sus memorias (Mein Leben) y otros numerosos escritos.
Según otros autores en el caso de existir una verdadera (no anecdótica o circunstancial) conexión entre Wagner y las ideas antisemitas, esta se ha producido con posterioridad a su muerte a través del llamado Círculo de Bayreuth, creado en torno a Richard y Cósima Wagner (y no del propio Wagner). En él se introdujo, como en gran parte de la sociedad alemana y occidental durante la segunda mitad del siglo XIX, un racismo de una forma totalmente nueva: un racismo biologizante, esencialmente representado por De Gobineau y por Houston Stewart Chamberlain. Ambos propagaron la superioridad de una «raza aria» frente al judaísmo. Chamberlain se casó en 1908 con Eva, hija de Wagner.
La ejecución de las obras de Wagner todavía es controvertida en Israel. Así, por ejemplo, la representación del preludio de Tristán e Isolda, dirigida por Daniel Barenboim en julio de 2001, fue muy polémica.

### Otras interpretaciones

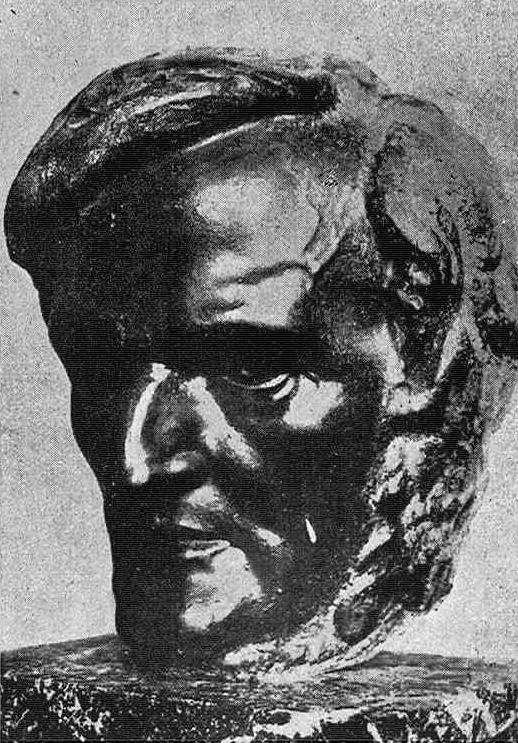
Wagner por Julio Antonio

Las ideas de Wagner fueron susceptibles de tener interpretaciones socialistas, que no sorprenden teniendo en cuenta sus inclinaciones revolucionarias en la década de 1840; cuando muchas de sus ideas sobre el arte estaban siendo formuladas. Así, por ejemplo, George Bernard Shaw escribió en The Perfect Wagnerite (1883):

[Wagner's] picture of Niblunghome [Shaw's anglicization of Nibelheim, the empire of Alberich in the Ring Cycle] under the reign of Alberic is a poetic vision of unregulated industrial capitalism as it was made known in Germany in the middle of the nineteenth century by Engels's Condition of the Laboring classes in England.
El dibujo [de Wagner] del Niblunghome [anglicización de Shaw de Nibelheim, el imperio de Alberich en el Ciclo del Anillo ] bajo el reino de Alberich es una visión poética del capitalismo industrial desregulado tal y como fue conocido en Alemania a mediados del siglo XIX por La situación de la clase obrera en Inglaterra (1845) de Engels.

Las interpretaciones izquierdistas de Wagner son tratadas en los escritos de Theodor Adorno, entre otros críticos. Walter Benjamin pone a Wagner como ejemplo de «falsa conciencia burguesa», alejándose del arte como contexto social.
El escritor Robert Donnington elaboró una detallada y controvertida interpretación junguiana de la tetralogía del Anillo. También otros han aplicado técnicas psicoanalíticas para analizar la vida y obras del compositor.

### Apropiación nazi
Adolf Hitler fue un admirador de Wagner y vio en sus óperas una encarnación de su propia visión de la nación alemana. Sigue existiendo debate en torno a cómo podrían haber influido los puntos de vista de Wagner en el pensamiento nazi. Los nazis usaron la parte del pensamiento del compositor que les fue útil para su propaganda e ignoraron o suprimieron el resto. Aunque el propio Hitler era un ardiente seguidor de «el Maestro», gran parte de la jerarquía nazi no lo era y, según el historiador Richard Carr, estaban profundamente resentidos con la posibilidad de asistir a esas largas epopeyas debido a su insistencia.
Existen pruebas de que la música de Wagner fue usada en el campo de concentración de Dachau en 1933-1934 para «reeducar» a los presos políticos por la exposición a «música nacional». Sin embargo, no existen evidencias que sustenten la afirmación, algunas veces sostenida, de que se usó su música en los campos de exterminio nazis durante la Segunda Guerra Mundial.

## Wagner en la cultura popular

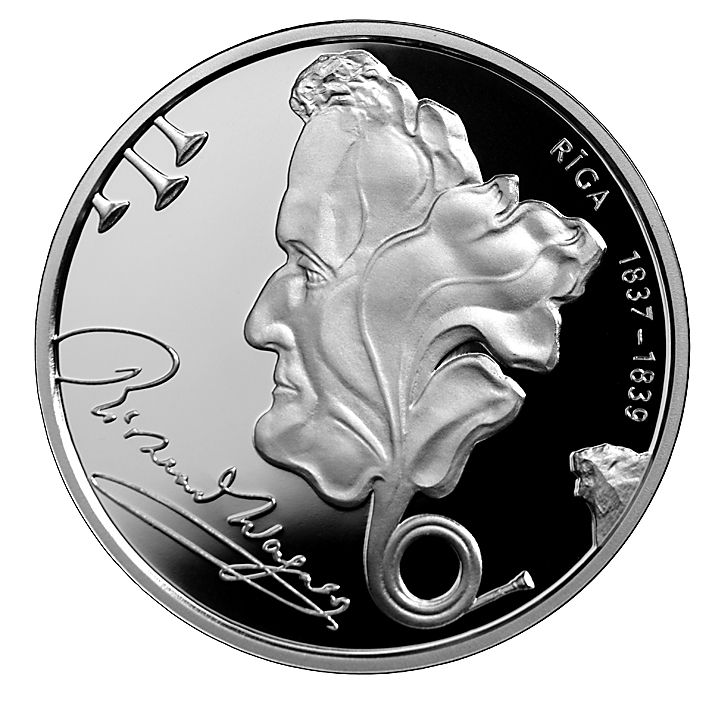
Moneda letona conmemorativa del 200 aniversario del nacimiento del compositor.

La vida de Wagner ha sido utilizada como argumento de varias películas biográficas. En 1955, el director alemán William Dieterle filmó para Hollywood Magic Fire, una película sobre la vida y obra de Wagner, desde sus inicios, pasando por su amistad con Liszt, su romance con la hija de este, Cósima, y su matrimonio con Minna Planer. En ella actúan, entre otros, Yvonne De Carlo, Carlos Thompson, Valentina Cortese, Peter Cushing y Alan Badel, representando a Richard Wagner. En 1983, el realizador británico Tony Palmer realizó una monumental producción de 600 minutos (10 capítulos de una hora), titulada Wagner, sobre el compositor con Richard Burton como Wagner, Vanessa Redgrave como Cósima y Marthe Keller como Mathilde Wesendonck.
Además, numerosas bandas sonoras han usado temas wagnerianos y sus composiciones se han utilizado en más de 600 películas y series de televisión. Por ejemplo, la mayor parte de las canciones de la banda sonora de Trevor Jones para Excalibur de John Boorman están tomadas de óperas de Wagner, donde se pueden escuchar el preludio de Parsifal y el de Tristán e Isolda, entre otras. Dicha obra, junto con el Coro nupcial, son dos de las obras del compositor más utilizadas en obras cinematográficas o televisivas.
También se ha usado su imagen en la acuñación de monedas o en la emisión de sellos postales, en muchos casos con motivo de los aniversarios de su nacimiento o fallecimiento.

## Wagner y Liszt

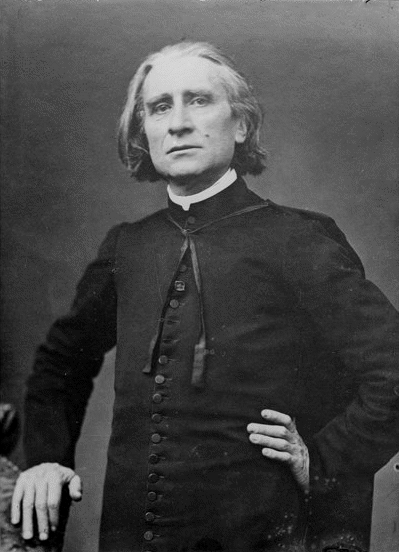
Franz Liszt y Wagner tuvieron una estrecha relación, incluso el segundo se casó con la hija del primero, Cósima.

Franz Liszt apoyó la carrera del joven Richard Wagner y fue su máximo promotor. Se conocieron en 1840 en París, cuando Liszt ya era un pianista muy apreciado en toda Europa. El compositor húngaro lo acogió en su residencia de Weimar tras los sucesos del levantamiento de Dresde y la posterior persecución a la que se vio sometido Wagner y organizó su escapada a Suiza, corriendo con los gastos de establecerse en Zúrich. Durante el periodo en el que Wagner estuvo en el exilio, Liszt se encargó de estrenar en 1849 en el teatro de Weimar Tannhäuser y en 1850 el propio Liszt dirigió el estreno de Lohengrin. También le envió dinero de manera regular, le dio consejos, contribuyó a la propagación de sus ideas en ensayos, publicó obras de Wagner y transcribió parte de su obra para piano. Fueron los años en los que su amistad fue más fuerte. Liszt escribió: «La obra de Wagner va a dominar nuestro siglo, como manifestación más monumental del arte contemporáneo. Es fulminante, maravillosa y solemne. Su genio para mí era un foco luminoso que seguir».
Por su parte, Wagner inició una relación extramatrimonial con Cósima Liszt, hija de Franz (antes casada con el director de orquesta Hans von Bülow, uno de los alumnos favoritos de Liszt) en 1865 y se casaron en 1870 en medio de un escándalo, que provocó el distanciamiento entre ambos compositores, unido a sus diferencias políticas. Cósima tuvo en su primer matrimonio cuatro hijos, dos de los cuales fueron producto de la relación extramarital con Wagner. Luego, ya casada con este, Cósima dio a luz a Siegfried Wagner. En 1872 Liszt y Wagner hicieron las paces.
Tras recobrar su amistad, Liszt apoyó la construcción del Festspielhaus de Bayreuth y el Festival, gracias a su fama y contactos y realizando donaciones. También contribuyó en la búsqueda de patrocinadores y actuó como pianista, algo poco habitual en aquella época. Motivados por ello, actuaron juntos por segunda vez en sus vidas en un concierto en Budapest que tuvo lugar el 10 de marzo de 1875.
Al final de sus vidas eran frecuentes sus encuentros, ya que Liszt solía visitar a su familia durante sus estancias en Bayreuth y Venecia, aunque las reacciones de Wagner hacia su suegro eran dispares, ya que podía llegar a pedirle que fuera a vivir con ellos y le mostraba su gratitud y amor mediante abrazos si estaba de buen humor; o mostraba celos con su esposa cuando el padre de esta pasaba demasiado tiempo con ellos. También le molestaba el modo de vida tan distinto al suyo que Liszt llevaba, marcado principalmente por el catolicismo. En 1883, conmocionado ante la muerte de su yerno, Liszt escribió La góndola lúgubre n.º 1 y 2, R.W. Venezia, y A la tumba de Richard Wagner.
Liszt murió el 31 de julio de 1886 en Bayreuth mientras se celebraba el Festival dedicado a la obra de Wagner. Seis días antes, estando ya muy enfermo, había encontrado fuerzas para asistir a la representación de Tristán e Isolda e incluso circuló por Bayreuth el rumor (totalmente infundado, según Walker) de que la última palabra de Liszt antes de expirar había sido «Tristán». Tal rumor apareció recogido en la prensa internacional de la época.

### Prosa de Richard Wagner
- — (1983).  Dieter Borchmeyer, ed. Richard Wagner Dichtungen und Schriften. 10 vols. Fráncfort del Meno.
- — (1987).  Stewart Spencer y Barry Millington, ed. Selected Letters of Richard Wagner. W. W. Norton and Company. ISBN 978-0-393-02500-2.
- — (1992). My Life. Traducción al inglés de Andrew Gray. Da Capo Press. ISBN 978-0-306-80481-6. Una autobiografía de Wagner que en ocasiones es poco confiable, que cubre su vida hasta 1864, escrita entre 1865 y 1880 y publicada por primera vez privadamente en una pequeña edición alemana entre 1870 y 1880. La primera edición pública (editada) apareció en 1911. La traducción de Gray es la más completa disponible.
- —. Collected Prose Works. Traductor W. Ashton Ellis.
  - — (1994c). The Artwork of the Future and Other Works, University of Nebraska Press. Vol. 1. Lincoln y Londres. ISBN 978-0-8032-9752-4.
  - — (1995d). Opera and Drama. Vol. 2. Lincoln y Londres: University of Nebraska Press. ISBN 0-8032-9765-3.
  - — (1995c). Judaism in Music and Other Essays. Vol. 3. Lincoln y Londres: University of Nebraska Press. ISBN 978-0-8032-9766-1.
  - — (1995a). Art and Politics. Vol. 4. Lincoln y Londres: University of Nebraska Press. ISBN 978-0-8032-9774-6.
  - — (1995b). Actors and Singers. Vol. 5. Lincoln y Londres: University of Nebraska Press. ISBN 978-0-8032-9773-9.
  - — (1994a). Religion and Art. Vol. 6. Lincoln y Londres: University of Nebraska Press. ISBN 0803297645.
  - — (1994b). Pilgrimage to Beethoven and Other Essays. Vol. 7. Lincoln y Londres: University of Nebraska Press. ISBN 978-0-8032-9763-0.
  - — (1995c). Jesus of Nazareth and Other Writings. Vol. 8. Lincoln y Londres: University of Nebraska Press. ISBN 978-0-8032-9780-7.